# YAK.
YAK.（ＹＡＫ．やっく）とは、日本の二人組シンガーソングライターユニットである。二人とも京都市在住。2018年ギタリストあさみの活動休止にともなって、ボーカルゆうみは『ＹＡＫ.ゆうみ』としてソロ活動を開始。 今までの豊富な経験を生かしこれまでのYAK.の雰囲気を残しつつ新しい唯一無二の色を目指している。 また同時にヘヴィメタルバンド『BLACK YAK.』ではゆうみがボーカル、あさみがギターを務めている。※現在『BLACK YAK.』は無期限活動休止中。

## 概要
- 2005年11月11日に『ゆうみ』と『あさみ』の従姉妹同士がピュアなPOPサウンドを目指して結成。当時のアーティスト名は『やっく。』
- この頃 高槻で初めてのストリートLiveに挑戦。
- 以降、京都を中心にライブ活動を展開。2006年からα-stationでメインパーソナリティとしても活動。
- 2007年に入ってからは、RAJAS、JANGO、TRASHで活躍中のギタリスト後藤晃宏のプロデュースを受けるようになった。
- 2008年2月6日には、ミニアルバム『YAK.-One-』でエイベックスよりメジャーデビュー。 この日に、『YAK.』に改名した。『YAK.』の名前は『ゆうみ』のYKと『あさみ』のAYのイニシャルから。そして四つ葉のクローバーを『.』で表している。9月にはファーストシングル『いちばん星☆』をリリース、10,000枚をセールスし、TBS CDTVでは30位、テレビ東京JAPAN CDでは20位を記録する。11月にはShibuya AXにてワンマンライブを敢行。成功を収める。[1]
- 2008年10月4日からFM愛知でメインパーソナリティとしてラジオ番組を担当。以降α-station、ABCラジオ、東海ラジオを経て現在はFM愛知で番組を担当している。
- 2010年10月にプロダクションレーベル『Anges Records』設立に伴い、エイベックスより移籍。
- 2018年4月より『あさみ』の出産育休に伴い『ＹＡＫ.ゆうみ』名義でゆうみが名古屋をメインにソロ活動を行っている。[2] ＹＡＫ.ゆうみ＆あさみとしての活動は『やっく。んちホームパーティー ワンマンLIVE』とサービス付き高齢者向け住宅 アンジェスLIVEが主な活動
- 2019年9月29日に産休中であった『あさみ』が阿波座 BIG JACK(大阪)で『BLACK YAK.』の復帰第一弾ライブに出演。[3]
- 2020年4月26日にＹＡＫ.ゆうみ通販サイト『YAK.STORE』をOPEN。[4]
- 2020年5月7日にYouTube『YAK.ゆうみチャンネル』を開設。[5]
- 2021年11月ミニアルバム 『YAK.-Four-』 発売を区切りとして 『あさみ』 は軸を家庭に置き、『ゆうみ』 は 『ＹＡＫ.ゆうみ』 としてソロ活動に専念することに。『やっく。んちホームパーティー ワンマンLIVE』とサービス付き高齢者向け住宅 アンジェスLIVEの活動は継続中。
- 2022年12月18日阿波座 BIG JACK(大阪)でのライブを最後にヘヴィメタルバンド BLACK YAK.は無期限活動休止中。
- 2024年09月15日イオン京都洛南店(京都)でのフリーライブより『ゆうみ』＋『あさみ』での２人での活動をゆっくりと増やしていく。

## メンバー
ゆうみ
- 担当：VOCAL
- 誕生日：5月14日
- 星座：おうし座
- 血液型：B型
- 身長：162cm
- 好きなもの:香水、服、夕焼け、入道雲、スヌーピー、パスタ、あんなしの鯛焼き、時間、紫陽花、ひまわり、L'Occitaneのシアベイビーハンドクリーム、じゃがりこ、マシュマロ、緑色、スタバ、ぼんじり、千寿の天むす
- 好きなブランド…RODEO CROWNS、jouetie、Ungrid、RNA、Vivienne Westwood、Narcissus
- 嫌いなもの:人ごみ、虫、暇、汗、杏仁豆腐、ドーナッツ、かりんとう、きゅうり、ミョウガ、パクチー、どらやき＆プリン、粉チーズ
- 夢:たくさんの人に会うこと
- 座右の銘:一期一会「メメントモリ」
- 伝えたいもの:大切な人は失ってからでは遅いから、自分の心をちゃんと言葉にして伝えて欲しいこと。一人ではないこと。

- 使用機材:マイク　AUDIX OM6、SENNHEISER ワイヤレスシステム
- 音楽の原点　LEANN RIMES　『You Light Up My life』

あさみ
- 担当：GUITAR,CHORUS
- 誕生日：9月5日
- 星座:おとめ座
- 血液型:B型
- 身長：152cm
- 好きなもの:スヌーピー、ピンク・イチゴ柄、和菓子やお茶系
- 好きなブランド…RNA、エヴァ、ネ・ネット/にゃー、Marimekko、Vivienne Westwood
- 嫌いなもの:人ごみ、虫、マシュマロ
- 夢:音楽をやりながら、いつか暖かい家庭を築きたい・・・　の前に、一人旅に出て色んなものを見てみたい。

- 座右の銘:なんとかなる！
- 伝えたいもの:自分らしく一分一秒大切に。
- 使用機材:エレキギター、アコースティックギター

◇Paul　Reed　Smith　MiraX(COLOR Pink)
　◇「DAISY ROCK STARDUST RETRO-H SERIES
　　（COLOR Metallic Pink）

## 記念日
- 02月06日　ＹＡＫ.メジャーデビュー記念日（2008年2月6日）
- 05月14日　ゆうみ誕生日
- 06月06日　やっく。として初めてストリートLiveに立った記念日
- 08月09日　やっく。(８９)の日[6]
- 09月05日　あさみ誕生日
- 11月11日　やっく。結成日（2005年11月11日）

## ディスコグラフィー
| 発売日         | 規格品番                                                                                      | タイトル・曲名 |
| -------------- | --------------------------------------------------------------------------------------------- | --- |
| 2007年5月15日  | RAYK0001 恋愛4部作ミニアルバム                                                                | 『らぶちょこ』 「やっく。」名義 1. 一番星☆ 2. 並木道 3. いつだって 【作詞作曲:あさみ】 4. Love letter |
| 2007年5月26日  | RAYK0002 アコースティックミニアルバム                                                         | 『四つ葉のクローバー』 「やっく。」名義 1. 君に... 2. しゃぼん玉 3. 冬物語 4. 心の花 |
| 2008年2月6日   | avex trax AVCD-23502 デビュー・ミニアルバム                                                   | 『YAK.-One-』 CD 1. ヘーゼルナッツ [4:52] 【作詞:あさみ/作曲編曲:後藤晃宏】 2. スパイシー☆チョコレート [3:40] 【作詞:あさみ/作曲:後藤晃宏/編曲:八代新平】 3. 涙 [5:01] 【作詞:ゆうみ/作曲:あさみ/編曲:後藤晃宏】 4. 手をつなごう [4:30] 【作詞作曲:あさみ/編曲:丹治英樹】 5. クレヨン [3:35] 【作詞:ゆうみ/作曲:あさみ/編曲:丹治英樹】 6. 君と僕 [4:36] 【作詞:ゆうみ/作曲編曲:今井隼】 CD-EXTRA 1. ヘーゼルナッツ 2. 涙 - 関西テレビ モモコのOH！ソレ！み～よ！エンディングテーマ『ヘーゼルナッツ』 - CD-EXTRAは初回限定特典 2007年10月06日 - KYOTO MUSE LIVE映像 |
| 2008年9月3日   | avex trax AVCD-31471 1st・シングル                                                            | 『いちばん星☆』 1. いちばん星☆ [4:39]【作詞:YAK./作曲:あさみ/編曲:後藤晃宏】 2. あめchanあげるし泣かんといて [3:57] 【作詞:ゆうみ/作曲:あさみ/編曲:後藤晃宏】 - BSフジ「カンニングのDAI安☆吉日!」エンディングテーマ『いちばん星☆』TBS CDTVで30位を獲得 オリコン最高56位（2008年09月15日付） 登場回数2週 - BSフジ「カンニングのDAI安☆吉日!」9月度エンディング・テーマ 『あめchanあげるし泣かんといて』 TBS CDTV で30位 テレビ東京 JAPAN COUNTDOWNで今週のCDシングルランキング20位を記録（2008年09月14日付） |
| 2009年8月12日  | 発売・販売元 エイベックス・マーケティング NFCD-27218/B ２nd・シングル +DVD tearbridge records | 『いつの日か笑って・・・』 CD 1. いつの日か笑って…[3:34] 【作詞:ゆうみ/作曲:あさみ/編曲:TACOS NAOMI,高橋洋子】 2. 2人乗りの、帰り道。 [3:39] 【作詞作曲:あさみ/編曲:TACOS NAOMI】 3. 虹色のうた [4:27] 【作詞:ゆうみ/作曲:あさみ/編曲:TACOS NAOMI,高橋洋子】 DVD 1. 「いつの日か笑って…」MUSIC VIDEO 2. 「いつの日か笑って…」OFF SHOT MOVIE - オリコン最高189位 （2009年08月24日付）登場回数1週 - オタフクソースCMソング M2 収録『2人乗りの、帰り道。』 |
| 2010年2月24日  | 発売・販売元 エイベックス・マーケティング NFCD-27253 2nd・フルアルバム                        | 『YAK.-TWO-』 1. ラブゲーム [3:10] 【作詞作曲:あさみ/編曲:三宅博文,柴田直人】 2. いちばん星☆ [4:39] 【作詞:YAK./作曲:あさみ/編曲:後藤晃宏】 3. 夢～まっすぐに～ [4:23] 【作詞:ゆうみ/作曲:あさみ/編曲:鈴木正将】 4. 別れのしずく [4:15] 【作詞:ゆうみ/作曲:あさみ/編曲:馬場一嘉】 5. 2人乗りの、帰り道。 [3:35] 【作詞作曲:あさみ/編曲:TACOS NAOMI】 6. プラス+ [4:38] 【作詞:ゆうみ/作曲:あさみ/編曲:奥村"GACHARO"典洋】 7. いつの日か笑って… [3:36] 【作詞:ゆうみ/作曲:あさみ/編曲:TACOS NAOMI,高橋洋子】 8. 矢印 [3:50] 【作詞:ゆうみ/作曲:あさみ/編曲:三宅博文】 9. Message [4:52] 【作詞:ゆうみ/作曲:水澤有一/編曲:鈴木正将】 10. Happy Birthday [4:32] 【作詞:YAK./作曲:あさみ/編曲:三宅博文,横溝雄毅】 - 『いちばん星☆』BSフジ「カンニングのDAI安☆吉日!」エンディングテーマ TBS CDTVで30位を獲得、 テレビ東京 JAPAN COUNTDOWNで今週のCDシングルランキング20位を記録（2008年09月14日付） オリコン最高56位（2008年09月15日付） 登場回数2週 - BSフジ「カンニングのDAI安☆吉日!」2月度エンディングテーマ『ラブゲーム』 - NHK-FM『ミュージックライン』２００９年２・３月オープニングテーマ 『Message』 - 名古屋テレビ「スポケン!」 3月エンディングテーマ曲『夢～まっすぐに～』 |
| 2010年10月6日  | Anges Records ANCD-0001 3rd・シングル                                                         | 『Dear...』 1. Dear... 【作詞:ゆうみ/作曲:あさみ】 2. へそまがりナミダ 【作詞:ゆうみ/作曲:後藤晃宏】 - BSフジ「カンニングのDAI安☆吉日」10月度エンディングテーマ曲『Dear...』 - 中京大学イメージソング『Dear...』 |
| 2011年4月6日   | AngesRecords ANCD-0002 4th・マキシシングル                                                    | 『泣き虫ヒーロー／約束』 1. 泣き虫ヒーロー 【作詞:ゆうみ/作曲:あさみ】 2. 約束 作詞:ゆうみ/作曲:あさみ】 - 中京大学ＰＲイメージソング『泣き虫ヒーロー』 - 宇佐美鉱油CFイメージソング『約束』 |
| 2012年2月2日   | Anges Records ANCD-0003 3rd・フルアルバム                                                     | 『YAK.-Three-』 1. メリーゴーランド 【作詞:ゆうみ/作曲:あさみ】 2. 約束 【作詞:ゆうみ/作曲:あさみ】 3. peace&smile 【作詞:ゆうみ/作曲:後藤晃宏】 4. ナミダボシ 【作詞:ゆうみ/作曲:あさみ】 5. プラネタリウム 【作詞:ゆうみ/作曲:あさみ】 6. Family 【作詞:ゆうみ/作曲:あさみ】 7. マーブルチョコ 【作詞:ゆうみ/作曲:あさみ】 8. 365日 【作詞:ゆうみ/作曲:あさみ】 9. THE NEVER ENDING STORY 【原曲/ 作詞:Keith Forsey/作曲:Giorgio Moroder】 10. Dear... 【作詞:ゆうみ/作曲:あさみ】 - メイホウグループVP「女性の力を信じて」イメージソング『メリーゴーランド』 - 宇佐美鉱油CFイメージソング『約束』 - 京都府赤十字血液センター平成24年はたちの献血キャンペーンイメージソング『peace&smile』 - オレンジスタジオ名古屋TVCFイメージソング『プラネタリウム』 - 中京大学イメージソング『Dear...』 |
| 2012年6月2日   | Anges Records ANCD-0004 5th・マキシシングル +DVD                                              | 『小さな恋のメロディ』 CD 1. 小さな恋のメロディ【作詞:ゆうみ/作曲:あさみ/編曲:後藤晃宏】 2. シーソーゲーム 【作詞:ゆうみ・後藤晃宏/作曲:後藤晃宏/編曲:後藤晃宏】 3. Always-どんなときも【作詞:ゆうみ/作曲:あさみ/編曲:後藤晃宏】 DVD 1. 小さな恋のメロディ - NHK-FM『ミュージックライン』２０１２年６・７月エンディングテーマ『小さな恋のメロディ』 撮影場所：オハコルテ 港川本店 |
| 2012年10月17日 | Anges Records ANCD-0005 6th・シングル                                                         | 『ドラマチック』 1. ドラマチック【作詞:ゆうみ/作曲:あさみ/編曲:後藤晃宏・谷川充博】 2. くらげあたま【作詞:ゆうみ/作曲:あさみ/編曲:後藤晃宏】 - サーラ住宅TVCFイメージソング『ドラマチック』 |
| 2013年4月24日  | Anges Records ANCD-0006 7th・シングル +DVD                                                    | 『あなたに恋をして...』 CD 1. あなたに恋をして… 【作詞:ゆうみ/作曲:あさみ】 2. ありがとう 【作詞:ゆうみ/作曲:あさみ】 3. 1日 【作詞:ゆうみ/作曲:あさみ】 DVD 1. ドラマチック live 2. くらげあたま live 3. 小さな恋のメロディ live 4. ありがとう live 5. あなたに恋をして… MUSIC CLIP - 医療法人羊蹄会CFイメージソング『1日』 |
| 2013年8月21日  | AngesRecords ANCD-0007 8th・シングル                                                          | 『I wish.』 1. I wish. 【作詞:ゆうみ/作曲:あさみ/編曲:遠藤コースケ】 2. 雨【作詞:ゆうみ/作曲:あさみ/編曲:後藤晃宏】 3. I wish.～reprise～ instrumental 【Keyboard&manipulated by TACOS NAOMI】 |
| 2014年04月09日 | Anges Records ANCD-0008 シングル                                                              | 『ブラックヤック.』 1. 光【作詞:ゆうみ/作曲:あさみ/編曲:YAMATO】 2. LORD OF LOVE【作詞:ゆうみ/作曲:あさみ/編曲:YAMATO】 |
| 2014年04月09日 | Anges Records ANCD-0009 シングル                                                              | 『ほわいとやっく。』 1. you&me 【作詞:ゆうみ/作曲:あさみ/編曲:三宅博文】 2. カラフル 【作詞:ゆうみ/作曲:あさみ/編曲:TACOS NAOMI】 - 宇佐美鉱油CFイメージソング『カラフル』 |
| 2014年08月23日 | MNCA1014 コンピレーションアルバム                                                             | 『OOLONG&WINE Black Beans/Retro Rock Festival Compilation vol.3』 1. Tomorrow/しもぐち☆雅充 2. きっとまた逢える/The hatachi 3. フラワー/マスタード 4. まっすぐいこ/ZANGIRIrocks 5. 24H/YAK.【作詞:ゆうみ/作曲:あさみ/編曲:後藤晃宏】 6. 銀色フォーク/アルカリムッシュ 7. Heart Beat Tonight~夜を超えて~/リリィ喜代口&ホセ雅口 8. BRIGHT/THE JANGO 9. BonusTrack カリーライス |
| 2014年09月10日 | Anges Records ANCD-0010 マキシシングル                                                        | 『FREEDOM』 「BLACK YAK.」名義 1. FREEDOM【作詞:ゆうみ/作曲:あさみ/編曲:YAMATO】 2. 月-revenge-【作詞:ゆうみ/作曲:あさみ/編曲:YAMATO】 3. 花【作詞:ゆうみ/作曲:あさみ/編曲:YAMATO】 |
| 2014年12月17日 | Anges Records ANCD-0011 シングル                                                              | 『太陽のエール』 1. 太陽のエール 【作詞:ゆうみ/作曲:あさみ】 2. 夢見る人よ 【作詞:ゆうみ/作曲:あさみ】 |
| 2015年05月13日 | Anges Records ANCD-0012 コンセプトアルバム                                                    | 『RAINBOW』 「BLACK YAK.」名義 1. 月光花‐Instrumental‐【作曲・編曲:YAMATO】 2. 夜の虹【作詞:ゆうみ/作曲:あさみ/編曲:YAMATO】 3. 光【作詞:ゆうみ/作曲:あさみ/編曲:YAMATO】 4. Savior【作詞:ゆうみ/作曲:あさみ/編曲:YAMATO】 5. Realize【作詞:ゆうみ/作曲:あさみ/編曲:YAMATO】 6. Trust【作詞:ゆうみ/作曲:あさみ/編曲:三宅博文】 7. BRAND-NEW【作詞:ゆうみ/作曲:あさみ/編曲:YAMATO】 8. Twinkle【作詞:ゆうみ/作曲:あさみ/編曲:三宅博文】 9. Destiny【作詞:ゆうみ/作曲:あさみ/編曲:三宅博文】 10. FREEDOM【作詞:ゆうみ/作曲:あさみ/編曲:YAMATO】 11. Bridge【作詞:ゆうみ/作曲:あさみ/編曲:三宅博文】 |
| 2015年11月18日 | 発売元：LIZARD NEO 販売元：FWD.Inc LZLNV-006 コンピレーションアルバム                         | 1. Lost Paradise/NAOTO PROJECT∼Crystal Peach∼ 2. 夢見ていよう/RAJAS 3. 絆∼Pray for 東北∼/LEGACY OF THE SOUL 4. Mary’s Crying －Don’t You Know This Heaven’s Died－ / Seventh Heaven 5. Burning rush / SCARS OF MOMENT 6. 夜の虹 / BLACK YAK 7. Lunatic -electric gutar version- / YUKIHISA KANATANI PROJECT 8. Separate ways / UNAFRAID 9. 追憶の日々 / Angel’s Ladder 10. 三冠王 / 処刑羅威堕亞 11. Ｗay of life / 成田☆一家 |
| 2016年06月15日 | Anges Records ANCD-0013 アルバム                                                              | 『ARCTURUS』 「BLACK YAK.」名義 1. SPICA 【作詞:ゆうみ/作曲:あさみ】 2. DON'T BREAK MY HEART 【作詞:ゆうみ/作曲:あさみ】 3. BLACK HOLE 【作詞:ゆうみ/作曲:あさみ】 4. MUSE 【作詞:ゆうみ/作曲:あさみ】 5. ALL FOR ME 【作詞:ゆうみ/作曲:あさみ】 6. TEARS 【作詞:ゆうみ/作曲:あさみ】 |
|                | マキシシングル                                                                                | 『I wish./Special "A"』 1. I wish. 【作詞:ゆうみ/作曲:あさみ/編曲:遠藤コースケ】 2. I wish. Special "A" 3. Secret... |
| 2018年05月12日 | ミニアルバム セレクトCD                                                                       | 『YAK.SELECT -One-』 1. いちばん星☆ 【作詞:YAK./作曲:あさみ/編曲:後藤晃宏】 2. 夢-まっすぐに- 【作詞:ゆうみ/作曲:あさみ/編曲:鈴木正将】 3. Family 【作詞:ゆうみ/作曲:あさみ】 4. 小さな恋のメロディ【作詞:ゆうみ/作曲:あさみ/編曲:後藤晃宏】 5. Secret... |
| 2018年08月09日 | ミニアルバム セレクトCD                                                                       | 『YAK.SELECT -Two-』 1. メリーゴーランド 【作詞:ゆうみ/作曲:あさみ】 2. プラネタリウム 【作詞:ゆうみ/作曲:あさみ】 3. Dear... 【作詞:ゆうみ/作曲:あさみ】 4. ありがとう 【作詞:ゆうみ/作曲:あさみ】 5. Secret... - 中京大学イメージソング『Dear...』 |
| 2019年05月12日 | ミニアルバム セレクトCD                                                                       | 『YAK.SELECT -Three-』 1. マーブルチョコ 【作詞:ゆうみ/作曲:あさみ】 2. 365日 【作詞:ゆうみ/作曲:あさみ】 3. I wish. 【作詞:ゆうみ/作曲:あさみ/編曲:遠藤コースケ】 4. All for me/BLACK YAK. 【作詞:ゆうみ/作曲:あさみ】 5. Secret... |
| 2019年12月13日 | LIVE CD                                                                                       | 『クリスマス・イブ』 1. クリスマス・イブ 2. Secret... - 同日ライブ会場限定販売 |
| 2020年04月27日 | ELY-0001 マキシシングル                                                                       | 『FLOWER OF LIFE』 1. 花 【作詞:ゆうみ/作曲:あさみ】 2. TEARS 【作詞:ゆうみ/作曲:あさみ】 3. Bridge 【作詞:ゆうみ/作曲:あさみ】 |
| 2020年09月05日 | ミニアルバム セレクトCD                                                                       | 『YAK.SELECT -Four-』 1. あなたに恋をして… 【作詞:ゆうみ/作曲:あさみ】 2. ２４Ｈ 【作詞:ゆうみ/作曲:あさみ/編曲:後藤晃宏】 3. 雨 【作詞:ゆうみ/作曲:あさみ/編曲:後藤晃宏】 4. Destiny 【作詞:ゆうみ/作曲:あさみ/編曲:三宅博文】 5. secret... |
| 2021年05月14日 | ミニアルバム セレクトCD                                                                       | 『YAK.SELECT-Five-』 1. ラブゲーム 【作詞作曲:あさみ】 2. いちばん星☆ 【作詞:YAK./作曲:あさみ】 3. あめchanあげるし、泣かんといて。 【作詞:YAK./作曲:あさみ】 4. Dear... 【作詞:YAK./作曲:あさみ】 5. Secret... |
| 2021年11月06日 | ELY-0002 ミニアルバム                                                                         | 『YAK.-Four-』 【作詞:ゆうみ/作曲:あさみ/編曲:馬場"BABI"一嘉】 1. 北極星☆ 2. to you-愛しき人へ- 3. この空の先で 4. Melody 5. また明日。 - ギター&プログラミング／馬場"BABI"一嘉 - ギター／フミ☆田口 - ベース／三宅博文 - ドラム／ガチャロー - ソプラノサックス／横溝雄毅 |
| 2022年08月09日 | ミニアルバム セレクトCD                                                                       | 『YAK.SELECT-Six-』 1. 夢-まっすぐに- 【作詞:ゆうみ/作曲:あさみ/編曲:鈴木正将】 2. プラネタリウム 【作詞:ゆうみ/作曲:あさみ】 3. 虹色のうた 【作詞:ゆうみ/作曲:あさみ/編曲:TACOS NAOMI,高橋洋子】 4. Happy Birthday 【作詞:YAK./作曲:あさみ/編曲:三宅博文,横溝雄毅】 5. secret... |
| 2022年11月12日 | ミニアルバム セレクトCD                                                                       | 『YAK.SELECT-seven-』 1. 小さな恋のメロディー 【作詞:ゆうみ/作曲:あさみ/編曲:後藤晃宏】 2. 約束 【作詞:ゆうみ/作曲:あさみ】 3. ありがとう 【作詞:ゆうみ/作曲:あさみ】 4. I wish. 【作詞:ゆうみ/作曲:あさみ/編曲:遠藤コースケ】 5. secret... |
| 2023年05月19日 | STUDIO Live Sound CD                                                                          | 『届けたい明日へ』 【作詞:ＹＡＫ.ゆうみ/作曲&ピアノ:山内めぐみ】 1. 届けたい明日へ 2. YAK.ゆうみからMessage - ＹＡＫ.ゆうみソロ初オリジナル曲 - メッセージをプラスしたオリジナルCD |
| 2023年12月22日 | Studio Live CD                                                                                | 『クリスマス・イヴ』 1. クリスマス・イヴ 2. secret♥︎メッセージ |
| 2024年01月24日 | ミニアルバム                                                                                  | 『Love Myself』【作詞:ＹＡＫ.ゆうみ/作曲&ピアノ:山内めぐみ】 1. はかなくて、つたなくて。 2. 砂時計 3. 届けたい明日へ 4. ある愛の歌 5. Beautiful Daysーあの日あの時ー - 全曲新曲でのＹＡＫ.ゆうみ待望のミニアルバム |
| 2024年11月15日 | ミニアルバム セレクトCD                                                                       | 『YAK.SELECT-eight-』 1. 1日 【作詞:ゆうみ/作曲:あさみ】 2. 別れのしずく 【作詞:ゆうみ/作曲:あさみ/編曲:馬場一嘉】 3. 矢印 【作詞:ゆうみ/作曲:あさみ/編曲:三宅博文】 4. プラス+ 【作詞:ゆうみ/作曲:あさみ/編曲:奥村"GACHARO"典洋】 5. secret... |

## ミュージックビデオ
| 発売日         | タイトル・曲名 | 監督 | 備考                                                         |
| -------------- | --- | --- | ------------------------------------------------------------ |
| 2016年12月14日 | MV DVD 「ROAD OF YAK. since 2008」 1. ヘーゼルナッツ 2. いちばん星☆ 3. いつの日か笑って… 4. 夢 －まっすぐにー 5. Dear… 6. 泣き虫ヒーロー 7. メリーゴーランド 8. 小さな恋のメロディ 9. ドラマチック 10. あなたに恋をして･･･ 11. I wish. 12. 光 13. you&me 14. FREEDOM 15. 太陽のエール 16. BRAND-NEW 17. DON'T BREAK MY HEART | - 寺島直行 - M1 - M2 - M3 - M5 - M6 - M7 - M8 - M9 - M10 - M11 - M12 - M13 - M14 - M15 - M16 - M17 山岸聖太 M4 | AngesRecords                                                 |
| 2020年5月14日  | LIVE DVD・Blu-ray 「この日を忘れない」 1. いちばん星☆ 2. ドラマチック 3. 夢見る人よ 4. BRAND-NEW 5. All for me 6. ♡アンコール♡ and メッセージ | ゆうみ | 2020.3.16.(月)ツイキャス配信 SPADE BOX無観客LIVE DVD(約45分) |
| 2020年8月9日   | LIVE DVD 「いちばん星☆」 1. いちばん星☆ | ゆうみ | Live at SPADEBOX                                             |
| 2020年9月20日  | LIVE DVD 「Tomorrow」 1. 届けたい明日へ 2. また明日 | ゆうみ |                                                              |

## LIVE音源CD
| タイトル・曲名                                                                                               |
| --- |
| 2024年11月29日 - 新栄HeartLand(名古屋) ＹＡＫ.ゆうみ【新栄ハートランド 栄ミナミ音楽祭パートナーズLIVE】vol.1 |
| 2025年01月17日 - 新栄HeartLand(名古屋) ＹＡＫ.ゆうみ【新栄ハートランド 栄ミナミ音楽祭パートナーズ】vol.2     |
| 2025年03月07日 - SPADE BOX (名古屋) ＹＡＫ.ゆうみ【-MUSIC BOX 66-】vol.3                                     |
| 2025年04月30日 - 新栄HeartLand(名古屋) ＹＡＫ.ゆうみ 【新栄ハートランド 栄ミナミ音楽祭パートナーズ】vol.4    |
| 2025年06月13日 - SPADE BOX (名古屋) ＹＡＫ.ゆうみ【♡季子とＹＡＫ.ゆうみのvol.8♡】vol.5                       |
| 2025年07月25日 - SPADE BOX (名古屋) ＹＡＫ.ゆうみ【-MUSIC BOX 77-】vol.6                                     |

## ネット配信番組　（有観客を除く）
現在の番組
ツイキャス配信
- 2023年07月07日～　ＹＡＫ.ゆうみツイキャス『トーク＆Talkゆーsanち。』　毎週金曜日

過去の番組
- 2012年05月07日～　Ustream　やっく。ユーストリーム『yakkunてれび。』今週の一枚写真、ＹＡＫ．画伯...
- 2013年09月29日～2015年09月06日　ニコニコ生放送　『８９部屋』
- 2015年07月11日　　ツイキャス BLACK YAK.の練習
- 2016年11月25日　　YouTube配信ライブ『Live From Arashiyama 音やステーション』20'20"～「＆MUSE」
- 2020年05月09日　　YouTube【2020輝け未来プロジェクト】輝け未来 ～この大地に僕らは唄う～2020 参加 2'28"～ 5'18"～ 6'52～「ＹＡＫ.ゆうみ」
- 2021年07月14日　　YouTube　栄ミナミ音楽祭公式YouTubeチャンネル アーティスト紹介動画 『02YAKゆうみ』[20]
- 2020年03月16日～2023年06月16日　ＹＡＫ.ゆうみツイキャス『ゆーsanち。トーク＆LIVE』など　不定期金曜日

ＹＡＫ.ゆうみツイキャスプレミア配信
- 2020年05月02日 - ツイキャスプレミア 『ＹＡＫ.ゆうみ生誕祭LIVE』1.Happy Birthday 2.ラブゲーム 3.泣き虫ヒーロー 4.約束 5.いちばん星☆ 6.あめchanあげるし泣かんといて 7.いつだって(アカペラ) 8.プラス+ 9.ドラマチック 10.(ec)Dear... 11.I wish.
- 2020年06月06日 - ツイキャスプレミア 『やっく。んちホームパーティーLIVE2』SE.月光花 1.しゃぼん玉 2.心の花 3.いつの日か笑って… 4.Message 5.プラネタリウム 6.peace&smile 7.あめchanあげるし泣かんといて 8.2人乗りの、帰り道。 9.君に... 10.いちばん星☆ 11.カラフル 12.太陽のエール 13.ドラマチック 14.Dear... 15.I wish. 16.また明日。
- 2020年08月21日 - ツイキャスプレミア 『ゆうみんち。でプレミアTime Vol.1』1.FREEDOM 2.ラブゲーム 3.マーブルチョコ 4.泣き虫ヒーロー 5.ナミダボシ 6.Message 7.いつの日か笑って… 8.小さな恋のメロディ 9.あなたに恋をして… 10.プラネタリウム 11.いちばん星☆ 12.届けたい明日へ 13.また明日。
- 2020年11月29日 - ツイキャスプレミア 『ゆーsanち。でプレミアTime Vol.2』1.夢見る人よ 2.ドラマチック 3.あなたに恋をして… 4.泣き虫ヒーロー 5.レイニー ブルー(德永英明カバー) 6.オリビアを聴きながら(杏里カバー) 7.花 8.卒業写真(松任谷由実カバー) 9.糸(中島みゆきカバー) 10.いちばん星☆ 11.Dear... (ec)12.届けたい明日へ 13.また明日
- 2021年03月27日 - ツイキャスプレミア 『カバー曲ワンマンLIVE♥︎Vo.1』 1.SAKURA／いきものがかり 2.みんな空の下／綾香 3.駅／竹内まりや 4.初恋／村下孝蔵 5.M／浜崎あゆみ 6.奏／スキマスイッチ 7.なごり雪／イルカ 8.雪の華／中島美嘉 9.ありがとう／いきものがかり 10.虹／菅田将暉 (ec)11.Story／AI
- 2021年05月01日 - ツイキャスプレミア 『ＹＡＫ.ゆうみ♪生誕祭LIVE』1.Happy Birthday 2.ラブゲーム 3.北極星☆ 4.Love letter 5.2人乗りの、帰り道。 6.Message 7.いつの日か笑って… 8.Bridge 9.you&me 10.いちばん星☆(アカペラ) 11.太陽のエール (ec)12.Dear... 13.I wish.
- 2021年06月26日 - ツイキャスプレミア 『カバー曲ワンマンLIVE♥︎第２弾』 1.はじまりはいつも雨／ASKA 2.雨音はショパンの調べ／小林麻美 3.レイニーブルー／徳永英明 4.Rain／大江千里・秦基博 5.真夏の果実／サザンオールスターズ 6.いつまでも変わらぬ愛を／織田哲郎 7.少年時代／井上陽水 8.クムリウタ／大塚愛 9.笑顔／いきものがかり 10.夢がはじまる／Little Glee Monster (ec)11.ある愛の歌／ＹＡＫ.ゆうみ(新曲)
- 2021年09月04日 - ツイキャスプレミア 『ＹＡＫ.あさみ生誕祭LIVE 』(se) Happy Birthday 1.あなたに恋をして 2.peace&smile 3.トゥータン／HY 4.LORD OF LOVE 5.虹色のうた 6.you&me 7.2人乗りの、帰り道。 8.ドラマチック 9.プラス+ 10.ありがとう（アカペラ） 11.いちばん星☆ 12.Dear... 13.I wish.
- 2021年10月16日 - ツイキャスプレミア 『カバー曲ワンマンLIVE♥︎第３弾』1.M／プリンセスプリンセス 2.今宵の月のように／エレファントカシマシ 3.まちぶせ／石川ひとみ 4. YELL／いきものがかり 5.秋桜／山口百恵・さだまさし 6.月光／鬼束ちひろ 7.花束を君に／宇多田ヒカル 8.会いたい／沢田知可子 9.milk tea／福山雅治 10.やさしさで溢れるように／JUJU 11. story／AI (ec)12.ある愛の歌／ＹＡＫ.ゆうみ
- 2023年08月11日 - ツイキャスプレミア 『カバー曲ワンマンLIVE♪第８弾』1.揺れる想い／ZARD 2.ロビンソン／スピッツ 3.ひまわりの約束／秦基博 4.fragile▷Time goes by／Every Little Thing 5.ノーサイド／松任谷由実 6.スローモーション／中森明菜 7.プラネタリウム／大塚愛 8.Hello, Again 〜昔からある場所〜／My Little Lover 9.アイノコトバ／愛内里菜 10.明日への扉／I WISH (ec)11.少年時代／井上陽水 12. secret base ～君がくれたもの～／ZONE
- 2023年11月18日 - ツイキャスプレミア 『カバー曲ワンマンLIVE♪第９弾／総集編』1.赤いスイトピー／松田聖子 2.歌うたいのバラッド／斉藤和義 3.三日月／絢香 4. オリビアを聞きながら／杏里 5. 会いたい／沢田知可子 6.春の歌／スピッツ 7.サクラ色／アンジェラ・アキ 8. 瑠璃色の地球／松田聖子 9. 夢が始まる／Little Glee Monster

## テレビ・ラジオ番組
※日付は放送日

### 現在のレギュラー番組
- 「YAK.の四葉のクローバー・・・あげる」（FM AICHI 日曜21:00 - 21:30 2019年01月06日 -  ）[21] 2020年11月29日の放送が100回目。あさみは月初の電話出演。2022年11月13日の放送が200回目。2024年10月13日の放送が300回目。2025年08月03日の放送が342回目からあさみは月初スタジオ出演。

### 過去のレギュラー番組
- 「Anges party」初レギュラーラジオ番組（α-STATION, 金曜25:00 - 26:00, 2006年10月6日 - 2008年9月26日）番組開始 - 2007年9月まではやっく。名義で出演。
- 「ＹＡＫ.の四つ葉のクローバー…あげる♡」（FM AICHI 807, 金曜21:00 - 21:30, 2008年10月4日 - 2012年12月28日）
- 「Love&Harmony」（α-STATION, 木曜24:00 - 25:00, 2011年8月1日 - 2013年9月26日）
- 東海ラジオミッドナイトスペシャル‐金シャチ劇場 ‐「ＹＡＫ.のツンデレイディオ」（東海ラジオ放送, 金曜24:00 - 27:00, 2013年1月4日 - 2015年12月26日vol.157）
- 「Night＆Harmony」（α-STATION, 金曜22:00 - 23:00, 2014年7月3日 - 2015年9月25日）
- 「STEEL HEARTS」（α-STATION, 金曜22:00 - 23:00, 2015年10月2日 - 2016年3月25日[22]）当番組ではBLACK YAK.名義で出演。

- 「ブラックヤックの鋼鉄の音女団」（ABCラジオ、日曜24:30 - 25:30 2016年4月3日 - 9月25日)　当番組ではBLACK YAK.名義で出演。

- 「ＹＡＫ.のブラック&ホワイト」（@FM 日曜21:00 - 21:30 2016年10月2日 - 2018年12月30日）2018年09月30日よりあさみは産休。2018年11月11日の放送110回よりあさみが月一回の電話出演。

### ゲスト出演履歴
2008年
- 2008年02月16日 【Radio】αステーション 『J-AC TOP 40』 生出演
- 2008年03月01日 【Radio】NHK-FM 『サタデーホットリクエスト』 公開生放送  トークゲスト
- 2008年03月19日 【TV】KBS京都と関西テレビ京都チャンネルの同時生放送 【京都!ちゃちゃちゃっ】
- 2008年04月20日 【Radio】KBS京都 radio『武部宏の日曜とーく』に生出演
- 2008年11月03日 【TV】BSフジ 『カンニングのDAI安吉日！』エンディングトークに登場、PODCAST配信[23]

2009年
- 2009年02月10日 【TV】BSフジ 『MUSIC:S』ＹＡＫ.ワンマンライブ『DREAM LOVE ONE』
- 2009年08月06日 【インターネットラジオ】LF（ニッポン放送）Suono Dolce「TOKYO AFTER6」生出演
- 2009年08月08日 【Radio】NACK5 『CHIME』生出演
- 2009年08月11日 【Radio】FM-FUJI 『NEVERMIND』＠VIVID代々木（サテライト）生出演
- 2009年08月13日 【Radio】FM AICHI 『PARADISE BEAT』生出演
- 2009年08月13日 【Radio】Radio I 『RADIO INTERLINE』生出演
- 2009年10月04日 【Radio】FM AICHI 『FM AICHI 40th Anniversary SILVER WEEK SPECIAL ARTIST COLLABORATION at RIVERSIDE MALL』9/20収録
- 2009年11月02日 【Radio】FM AICHI 『エンタメコング』11/01収録

2010年
- 2010年02月23日 【Radio】Radio I 『EVENING PLUS』ゲスト出演
- 2010年02月24日 【Radio】MID-FM『EVENING JOCKY / MID-FM ライブTV』
- 2010年03月01日 【Radio】αステーション 『KYOTO AIR LOUNGE』
- 2010年03月04日 【Radio】FM OSAKA『happiness！！』
- 2010年03月15日 【TV】KBS京都『ほじポジたまご』
- 2010年03月23日 【Radio】RADIO-I『EVENING PLUS』
- 2010年03月23日 【Radio】FM AICHI『エンタメ・ゴング』
- 2010年06月 　　 【Radio】FM AICHI『SUNSHINE SAKAE presents RADIO SPLASH』5/28収録[24][25]
- 2010年08月27日 【Radio】FM AICHI 『奥華子のアスナルトレジャー』ミニライブ＆トーク
- 2010年09月13日 【Radio】RADIO-i 『MUSIC　SURF』
- 2010年09月13日 【Radio】MID－FM 『EVENING　JOCKY』[26]
- 2010年09月14日 【Radio】FM AICHI 『PARADISE BEAT』生出演
- 2010年10月06日 【Radio】α-STATION『KYOTO AIR LOUNGE』
- 2010年10月28日 【Radio】KBS京都ラジオ『森谷威夫のお世話になります』生ゲスト出演
- 2010年11月03日 【TV】KBS京都『ほじポジたまご』生出演[27]
- 2010年11月23日 【Radio】FM AICHI 黒ちゃんのオンリーワンダフル
- 2010年12月26日 【Radio】NHK-FM 『NHK FM MUSIC LINE SPECIAL』生ゲスト出演

2011年
- 2011年05月09日 【Radio】東海ラジオ 『デラ★コミュニケーション!!』 ゲスト出演 [28]
- 2011年05月13日 【TV】KBS京都『ほじポジたまご』[29]
- 2011年05月17日 【Radio】東海ラジオ　ミッドナイトスペシャル『しがせいこsugar*sugar*sugar*』のゲスト出演。[30]
- 2011年06月22日 【Radio】東海ラジオ「Candle night in NAGOYA」公開録音
- 2011年09月03日 【Radio】FＭかほく　 21:00～ゲスト出演
- 2011年11月03日 【TV】KBS京都『ほじポジたまご』

2012年
- 2012年02月02日 【Radio】α-STATION『SUNNYSIDE　BALCONY』ゲスト出演[31]
- 2012年02月05日 【Radio】FM AICHI 『サンデースペシャル』コメントゲスト出演
- 2012年02月07日 【Radio】FM AICHI 『オンリーワンダフル』 生ゲスト出演
- 2012年02月07日 【Radio】岐阜エフエム 『Evening　Tripper』 生ゲスト出演
- 2012年02月20日 【TV】KBS京都『ほじポジたまご』[32][33]
- 2012年02月27日 【Radio】東海ラジオ　ミッドナイトスペシャル『☆デラコミュニケーション！！☆』のゲスト出演
- 2012年03月03日 【Radio】FM AICHI  ラジオがやってくるキャンペーン 『サタデー・エクスプレス』リポート
- 2012年07月01日 【Radio】東海ラジオ 『ウタアカリ～Candle Night in NAGOYA～』のゲスト出演
- 2012年07月16日 【Radio】NHK-FM 『ミュージックライン～初めまして！宇徳敬子です！ちょっと天然入ってますが、やっぱり夏は・・・アチチ！～スペシャル』生ゲスト出演[34]
- 2012年10月03日 【Radio】FM AICHI  『黒ちゃんのオンリーワンダフル』ゲスト出演
- 2012年10月12日 【Radio】FM AICHI  『Brand New Vibeのアスナルトレジャー』ライブ＆トーク出演
- 2012年10月17日 【TV】KBS京都『ほじポジたまご』生放送[35]

2013年
- 2013年01月05日 【Radio】NHK-FM 『ミュージックライン～寒いっ！とか言ってないで ラジオで温まろう！あけおめだもん！ スタジオなんかおしくらまんじゅう状態ですよ！～ウィンタースペシャル』[36]生ライブゲスト
- 2013年04月23日 【Radio】αステーション『SUNNYSIDEBALCONY』出演
- 2013年05月14日 【Radio】東海ラジオ『源石和輝モルゲン！！』「カフェ・ドゥ・モルゲン」のコーナーにゲスト出演 放送１回目
- 2013年05月15日 【Radio】東海ラジオ『源石和輝モルゲン！！』「カフェ・ドゥ・モルゲン」のコーナーにゲスト出演 放送２回目
- 2013年05月16日 【Radio】東海ラジオ『源石和輝モルゲン！！』「カフェ・ドゥ・モルゲン」のコーナーにゲスト出演 放送３回目
- 2013年05月17日 【Radio】東海ラジオ 栄ミナミ音楽祭　’13東海ラジオ ミッドナイトスペシャル 『金チャチ劇場』特番
- 2013年06月16日 【Radio】東海ラジオ『湯～とぴあ宝　ドリームミュージック』ゲスト 放送１回目
- 2013年06月23日 【Radio】東海ラジオ『湯～とぴあ宝　ドリームミュージック』ゲスト 放送２回目
- 2013年12月20日 【TV】KBS京都『ほじポジたまご』生放送

2014年
- 2014年01月05日 【Radio】NHK-FM ミュージックライン 『ミュージックライン ウィンタースペシャル ～寒い冬！スタジオは熱気でムンムン！いまって冬でしたっけ？～』ゲスト出演
- 2014年03月23日 【Radio】KBS京都ラジオ『銀しゃりのふっくらじお』公開生放送
- 2014年04月04日 【TV】KBS京都『ほじポジたまご』生放送　歌ゲスト　新曲『you&me』[37]
- 2014年04月21日 【Radio】α-STATION　BLACK&WHITE リリース記念　一夜限りの復活『真夜中のLOVE&HARMONY SPECIAL!!』
- 2014年04月28日 【Radio】NHK-FM ミュージックライン ゲスト出演
- 2014年05月04日 【Radio】ABCラジオ『STAR☆MUSIC☆SUNDAY～ほしおん～』
- 2014年05月16日 【Radio】栄ミナミ音楽祭～東海ラジオ「金シャチ劇場」 (公開録音2014.05.11)
- 2014年08月22日 【Radio】東海ラジオミッドナイトスペシャル ～金シャチ劇場～ 「突撃！隣のYAK.さーん！～初乱入大騒ぎ編～」ゲスト出演
- 2014年08月23日 【Radio】NHK-FM ミュージックライン特番『ミュージックライン スペシャル〜今年の夏は初めての夏！みんなにとってどんな夏？って裕香、だったらみんなで暑がろう！〜』公開生放送トークゲスト
- 2014年09月17日 【Radio】FM AICHI『A-LIVE』ゲスト出演
- 2014年09月25日 【Radio】エフエム岐阜『EVENING TRIPPER』ゲスト出演
- 2014年09月28日 【Radio】ABCラジオ『STAR ☆MUSIC☆SUNDAY』ゲスト出演

2015年
- 2015年02月05日 【Radio】KBS京都『勇さんのほっこリズム』ゲスト出演[38]
- 2015年03月19日 【Radio】東海ラジオミッドナイトスペシャル ～金シャチ劇場～ あきちゃんの金シャチ劇場卒業式　電話生ゲスト出演
- 2015年12月20日 【Radio】ABCラジオ 公開生放送ABCラジオクリスマスSpecial『STAR☆MUSIC☆SUNDAY』

2016年
- 2016年03月19日 【Radio】ABCラジオ公開収録『STAR☆BLACK YAK. KADOZA de WIDE』公開収録
- 2016年04月03日 【Radio】ABCラジオ『STAR☆MUSIC☆SUNDAY』ゲスト出演
- 2016年05月08日 【Radio】ABCラジオ『乾 麻梨子のBonBonラジオ！』ゲスト出演
- 2016年06月23日 【Radio】FM AICHI『You gott@ POWER』生ゲスト出演
- 2016年06月27日 【Radio】K-mix SHIZUOKA『K-mix みんなの19HR』コメント出演
- 2016年06月28日 【Radio】Radio NEO『SUNNY』ゲスト出演
- 2016年07月03日 【Radio】レディオキューブ(FM三重)『Radio3 Sunday Park』コメント出演
- 2016年07月03日 【Radio】FM AICHI『＠FM“NAGOYAKA”』24:30～25:00 コメント出演
- 2016年07月07日 【Radio】ZIP-FM『ZIP-FM PEEPS!』出演24:10頃
- 2016年07月08日 【Radio】東海ラジオ『東海ラジオミッドナイトスペシャル〜金シャチ劇場〜』コメント出演 ２６時台
- 2016年07月17日 【Radio】東海ラジオ『So Music!!〜ゲスト盛りりんこスペシャル〜』ゲスト出演
- 2016年10月10日 【Radio】FM AICHI『＠FM×オアシス21 アキオト2016』公開収録

2017年
- 2017年09月24日 【Radio】KBS京都 『祇園pick up あっぷ！』116回目放送回 ゲスト出演[39]
- 2017年10月07日 【Radio】FM AICHI 『オアシス21 15th Anniversary＠ＦＭアキオト2017』出演[40]

2019年
- 2019年12月22日 【Radio】FM AICHI 「UPBEAT WEEKEND」公開生放送  11:00～12:30ゲスト出演[41]

## 主なライブ
※クローズドを除く　※[]内はしんぶん番号
2006年
- 2006年10月15日 - 中津ミノヤホール(大阪) Angesparty初大阪ライブ
- 2006年11月11日 - 御池東洞院スポーツ館ミツハシ前(京都)野外ステージ『Oike Festival』[42]

2007年
- 2007年02月02日 - 京都MOJO(京都)[43]
- 2007年02月17日 - 京都北山LiveHouseBBA(京都)
- 2007年03月22日 - 都雅都雅(京都)
- 2007年10月06日 - KYOTO MUSE(京都) 『―YAK.第２章〜メメントモリ〜　スタート―』[44] ヘーゼルナッツ　涙
- 2007年11月03日 - VOXhall(京都) 『Festival Of The Life Vol.2』
- 2007年12月09日 - 表参道FAB(東京)

2008年
- 2008年01月17日 - SITE KOBE(神戸)『神戸長田元気Week2008　～長田の元気を世界の子供達へ～』
- 2008年02月16日 - JEUGIA四条店(京都) インストアLIVE
- 2008年03月22日 - KYOTO MUSE(京都)『YAK.デビュー記念ワンマンライブ』[45]
- 2008年04月20日 - 都雅都雅(京都) 『Angesparty２周年記念LIVE』
- 2008年06月02日 - 渋谷O-WEST(東京) 『須田磨&JULS 結成1周年記念パーティー』opening act
- 2008年06月06日 - ell.FIT'S ALL(名古屋)
- 2008年06月29日 - ザザシティ中央広場(浜松) 『QUEST SHOW CASE』
- 2008年09月03日 - 渋谷O-WEST(東京) ワンマンLIVE
- 2008年09月07日 - HMV川西店(兵庫) インストアLIVE
- 2008年09月11日 - ell.FIT'S ALL(名古屋) ワンマンLIVE
- 2008年09月13日 - JEUGIA四条店(京都) インストアLIVE
- 2008年09月28日 - タワレコ梅田ＮＵ茶屋町店(大阪) インストアLIVE
- 2008年11月15日 - SHIBUYA-AX(東京) ワンマンライブ 『ＤＲＥＡＭ　ＬＯＶＥ　ＯＮＥ』[46]
- 2008年11月16日 - JERRY BEANS ワンマンライブ ゲスト出演
- 2008年11月23日 - 東京大学(東京) 学祭『駒場祭』
- 2008年11月28日 - 同志社大学寒梅館クローバーホール(京都) 学祭『ＥＶＥ祭』
- 2008年12月13日 - サンストリート浜北(静岡) Ｋ－ＭＩＸpresents イベントLIVE
- 2008年12月28日 - ell.FIT'S ALL(名古屋)

2009年
- 2009年02月02日 - 渋谷O-WEST(東京)
- 2009年02月10日 - ell.FIT'S ALL(名古屋)
- 2009年03月28日 - 心斎橋ＤＲＯＰ(大阪)「Angesparty 3th Anniversary Special Live」
- 2009年06月30日 - ell.FIT'S ALL(名古屋)
- 2009年08月13日 - アスナル金山(名古屋) アコースティックLive!!!
- 2009年08月22日 - KYOTO MUSE(京都)「『いつの日か笑って．．．』発売記念ワンマンライブ　DREAM LOVE-TWO-」[47]
- 2009年09月20日 - リバーサイドモールモール館中庭イベントステージ（岐阜県本巣市）FM AICHI  イベントLIVE
- 2009年10月08日 - ell.FIT'S ALL(名古屋)
- 2009年11月01日 - 安城産業文化公園 デンパーク　水のステージ(愛知県安城市) FM AICHI  イベントLIVE[48]
- 2009年11月08日 - 心斎橋FAN-J twice(大阪)『YAK.の赤い糸・1st全国ツアー2009』
- 2009年11月09日 - 仙台HOOK(仙台市)『YAK.の赤い糸・1st全国ツアー2009』
- 2009年11月10日 - 新潟JUNK BOX mini(新潟市)『YAK.の赤い糸・1st全国ツアー2009』
- 2009年11月17日 - 福岡BEAT STATION(福岡市)『YAK.の赤い糸・1st全国ツアー2009』
- 2009年11月18日 - 広島ナミキジャンクション(広島市)『YAK.の赤い糸・1st全国ツアー2009』
- 2009年11月19日 - 岡山IMAGE(岡山市)那覇市『YAK.の赤い糸・1st全国ツアー2009』
- 2009年11月23日 - 沖縄 桜坂セントラル(那覇市)『YAK.の赤い糸・1st全国ツアー2009』
- 2009年12月01日 - 表参道ＦＡＢ(東京)『YAK.の赤い糸・1st全国ツアー2009』
- 2009年12月11日 - KYOTO MUSE(京都)『YAK.の赤い糸・1st全国ツアー2009』（ファイナル）ワンマンライブ[49]

2010年
- 2010年01月17日 - アスナル金山(名古屋) アスナルらいぶ
- 2010年02月24日 - アスナル金山(名古屋) アスナルトレジャーinアスナル金山　FM AICHI公開収録LIVE[50]
- 2010年03月06日 - KYOTO MUSE(京都)『やっと出ました!!!フルアルバム『YAK.-TWO-』レコ発ワンマンLive』[51]
- 2010年03月16日 - 表参道ＦＡＢ(東京)
- 2010年03月21日 - OASIS 21・銀河の広場ミュージックステージ　東海テレビ・イベント。『わんだほ　春コレ２０１０』
- 2010年03月28日 - アスナル金山(名古屋)
- 2010年03月29日 - 伏見HeartLand STUDIO (名古屋)『SON'S LEAGUE』
- 2010年05月15日 - 高田馬場CLUB PHASE(東京)『蜂の巣GATE 其の二 ～どぅまんぎ魂！～』[52]
- 2010年05月28日 - SUNSHINE SAKAE(名古屋) FM AICHI『SUNSHINE SAKAE presents RADIO SPLASH』公開録音
- 2010年07月22日 - 石山Ｕ－ＳＴＯＮＥ(滋賀)[53]
- 2010年07月28日 - 都雅都雅(京都) 『まぁま＆みかとやす マンスリーライブＶＯＬ．３９』
- 2010年08月06日 - 都雅都雅(京都) 『京都酔唄 其ノ四十一 × FUMi ROCK FESTiVAL』別れのしずく[54] いちばん星☆[55] 矢印[56] 虹色のうた[57] Dear...[58]
- 2010年08月07日 - 伏見HeartLand STUDIO (名古屋)『FUMi ROCK FESTiVAL'10』ラブゲーム[59]
- 2010年08月18日 - ★アスナル金山(名古屋) 奥花子のアスナルトレジャー ゲスト出演 ☆1.ラブゲーム 2.Dear...
- 2010年09月01日 - 石山Ｕ－ＳＴＯＮＥ(滋賀)『唄のチカラＶｏｌ．２』
- 2010年09月03日 - 都雅都雅(京都) 『ヒサ絵とナイスなアーティストのホームパーティライブ』[60]恋のチカラ ほか
- 2010年09月19日 - 高田馬場ＰＨＡＳＥ(東京)『ＧＯＴＴＡＮＥＥＤ』～君のためにできること～　Ustream配信
- 2010年09月25日 - ell.SIZE(名古屋)　名古屋初ワンマンLive『ＮＡＧＯＹＡＫ.－Ｏｎｅ－』
- 2010年09月30日 - 石山Ｕ－ＳＴＯＮＥ(滋賀)U☆STONE 5周年企画 THE ACOUSTIC 鈴木トオルLove in City 25th Anniversary 2010 in 滋賀
- 2010年10月01日 - 都雅都雅アコギLive(京都)『山田兎のアコギ一本だ！』
- 2010年10月17日 - ユニバーサルシティウォーク大阪（USJ前）『Song Whiz Fantasy in Universal Citywalk Osaka(tm) Vol.7』（アコースティック）[61]
- 2010年10月30日 - 新風館(京都) イベントLive『music under the sky』ＭＣ α-Station ＤＪ後藤晃宏[62][63] あめchanあげるし泣かんといて[64] へそまがりナミダ[65] ヘーゼルナッツ[66]
- 2010年11月01日 - 石山Ｕ－ＳＴＯＮＥ(滋賀) Ｕ－ＳＴＯＮＥ５周年企画 『New Beat Express』
- 2010年11月10日 - 都雅都雅(京都)『ひろしときょうの出来るタイプ』[67]
- 2010年11月25日 - 南堀江CELL BLOCK cafe（大阪）【Smile ＆ Impression ～あなたの心に届けます～Ｖｏｌ.４】[68]
- 2010年11月28日 - 新風館(京都)シークレット・アコギLive[69][70]
- 2010年12月10日 - 都雅都雅(京都)
- 2010年12月15日 - ★アスナル金山 (名古屋) アスナルらいぶ Free LIVE 1.矢印 2.あめchanあげるし泣かんといて 3.心の花 4.Dear... 5.クレヨン
- 2010年12月20日 - 渋谷O-WEST(東京) フルバンド『マリーの伝言2010ＦＩＮＡＬ』
- 2010年12月23日 - ★ell.SIZE(名古屋) 『STAND UP!』☆1.Happy Merry Christmas 2.クレヨン 3.あめchanあげるし泣かんといて 4.心の花 5.恋のチカラ 6.Dear... (en)7.へそまがりナミダ

2011年
- 2011年01月05日 - 都雅都雅(京都)『都雅都雅 賀正LIVE 恒例　書初めライブ』
- 2011年01月06日 - 石山Ｕ－ＳＴＯＮＥ(滋賀)『ユーストン 2011新春FINE MUZIC - EXTRA-』
- 2011年01月29日 - 石山Ｕ－ＳＴＯＮＥ(滋賀)『JERRYBEANS presents JERRY FRIENDS vol.2』[71][72]
- 2011年01月30日 - 横浜BAYSIS(横浜)『新春ガールポップ祭り』[73]
- 2011年02月08日 - 石山Ｕ－ＳＴＯＮＥ(滋賀)『阿久のぶひろソロ活動１０周年ベストコレクションアルバムリリースツアー』[74]
- 2011年03月03日 - KYOTO MUSE(京都)『YAK.presents 京都に春がやって来た〜2nd 赤い糸ツアー2011〜』[75]
- 2011年03月04日 - 堅田HUCKLEBERRY(滋賀)『2011年 春を連れて来るメロディー達』
- 2011年03月05日 - O-Crest(東京) 『2011年 春を連れて来るメロディー達』
- 2011年03月14日 - 伏見HeartLand STUDIO (名古屋) 『ワクワク☆ホワイトデー大作戦！？』
- 2011年03月31日 - 石山Ｕ－ＳＴＯＮＥ(滋賀)『FINE MUZIC A GO-GO!! 』
- 2011年04月01日 - AKKUN'S(京都) AKKUN'Sでやっく。んちホームパーティーLive　YAK.specialバンドLIVE
- 2011年04月02日 - スカイプラザ浜大津(滋賀)『JERRYBEANS presents 東日本大震災チャリティーライブ』[76][77]
- 2011年04月11日 - 渋谷O-WEST(東京)『マリーの伝言 2011 Vol.3』
- 2011年04月29日 - KYOTO MUSE(京都)『Dramatic 2011 -WEST-』RAJAS ゲスト出演
- 2011年05月01日 - AKKUN'S(京都) AKKUN'Sでやっく。んちホームパーティーLive VOL.１
- 2011年05月29日 - ★アスナルホール (名古屋)  Free LIVE『アスナルカーニバル』1.矢印 あめchanあげるし泣かんといて いちばん星☆ 心の花
- 2011年06月01日 - AKKUN'S(京都) AKKUN'Sでやっく。んちホームパーティーLive
- 2011年06月04日 - 石山Ｕ－ＳＴＯＮＥ(滋賀)『歌唄いの宴 -歌のチカラ- 』
- 2011年06月22日 - 東海ラジオ公開録音アスナル金山 (名古屋)「Candle night in NAGOYA」
- 2011年06月24日 - アスナル金山 (名古屋) アスナルらいぶ Free LIVE
- 2011年07月01日 - AKKUN'S(京都) AKKUN'Sでやっく。んちホームパーティーLive
- 2011年07月02日 - アスナル金山 (名古屋) アスナルらいぶ Free LIVE
- 2011年07月10日 - ★ell.FITS ALL(名古屋) ＹＡＫ．ワンマンライヴ！２ｎｄ　『なごやっく。−ＴＷＯ−』☆1.いちばん星☆ 2.2人乗りの、帰り道。 3.夢～まっすぐに～ 4.泣き虫ヒーロー　5.矢印 6.約束 7.プラネタリウム 8.いつだって 9.いつの日か笑って… 10.ラブゲーム 11.あめchanあげるし泣かんといて 12.プラス+ 13.クレヨン 14.Message (en)15.Dear... 16.Happy Birthday
- 2011年07月17日 - インドチャリティーLive 1日目 ムンバイ
- 2011年07月18日 - インドチャリティーLive 2日目 デリー
- 2011年07月19日 - インドチャリティーLive 3日目 ブッタガヤ
- 2011年08月01日 - AKKUN'S(京都) AKKUN'Sでやっく。んちホームパーティーLive
- 2011年08月06日 - 伏見HeartLand STUDIO (名古屋)『FUMI ROCK FESTIVAL'11 名古屋』
- 2011年08月06日 - FUMI ROCK FESTIVAL'11 (名古屋)
- 2011年09月01日 - AKKUN'S(京都) AKKUN'Sでやっく。んちホームパーティーLive
- 2011年09月10日 - α-SPECIAL LIVE SHOW天橋立・傘松公園 Free LIVE (京都)
- 2011年09月19日 - 京橋BERONICA (大阪) 『残暑でJANGO』
- 2011年10月01日 - AKKUN'S(京都) AKKUN'Sでやっく。んちホームパーティーLive
- 2011年10月30日 - 京都運輸支局 トラックまつり2011 Free LIVE (京都) サポートめーちゃん[78][79]
- 2011年11月01日 - AKKUN'S(京都) AKKUN'Sでやっく。んちホームパーティーLive[80][81]
- 2011年11月11日 - 石山Ｕ－ＳＴＯＮＥ（滋賀）『U☆STONE 6th Anniversary -アコースティックな夜-』
- 2011年11月13日 - ★ぎふエキマエお宝Fes. Free LIVE (岐阜) ☆1.2人乗りの、帰り道。 2.あめchanあげるし泣かんといて 3.約束 4.Dear...
- 2011年11月23日 - ★FM AICHI公開録音 RED RIBON LIVE 2011 NAGOYA(名古屋) ☆1.Dear... 2.約束
- 2011年12月01日 - AKKUN'S(京都) AKKUN'Sでやっく。んちホームパーティーLive
- 2011年12月17日 - モダンタイムズ(京都) 『レトロロックフェスティバルVol.37』
- 2011年12月18日 - 京都駅前広場『クリスマス学生献血キャンペーン２０１１』
- 2011年12月23日 - 府立山城総合運動公園(京都)『太陽が丘 Merry花灯路「希望の灯（ともしび）」　〜みんなの想いを太陽が丘から〜』

2012年
- 2012年01月01日 - AKKUN'S(京都) AKKUN'Sでやっく。んちホームパーティーLive[82]
- 2012年01月07日 - 献血ルーム四条(京都)  平清盛と献血(京都イベント)
- 2012年01月27日 - 石山Ｕ－ＳＴＯＮＥ(滋賀)『ACOUSTIC A GO!-GO! -YAK.レコ発記念-』
- 2012年01月29日 - KYOTO MUSE『「YAK.-Three」レコ発ワンマンLive～YAK.アルバム3まい目ですけど。』[83][84]
- 2012年02月01日 - AKKUN'S(京都) AKKUN'Sでやっく。んちホームパーティーLive
- 2012年02月10日 - Ｏ-WEST(東京) 『フリージアとショコラ』
- 2012年02月25日 - モダンタイムズ(京都) 『レトロロックフェスティバルVol.38』
- 2012年03月01日 - AKKUN'S(京都) AKKUN'Sでやっく。んちホームパーティーLive[85]
- 2012年03月11日 - アスナル金山 (名古屋) 『つなげよう！元気な笑顔どこまでも 東北三県応援キャンペーン「チャリティーオークション＆ライブ」』
- 2012年03月20日 - RUIDO K4(東京)『YAK.present's 〜peace&smile VOL1〜』
- 2012年04月01日 - AKKUN'S(京都) AKKUN'Sでやっく。んちホームパーティーLive[86]
- 2012年04月14日 - 石山Ｕ－ＳＴＯＮＥ(滋賀)『GIRLS ROCK NIGHT!!』
- 2012年04月15日 - イタリアンフェスタ2012(京都)ストリートLive[87][88]
- 2012年05月01日 - AKKUN'S(京都) AKKUN'Sでやっく。んちホームパーティーLive１周年[89]
- 2012年05月13日 - ★栄ミナミ音楽祭'12 大須商店街 ふれあい広場(名古屋) ☆1.マーブルチョコ 2.2人乗りの、帰り道。 3.プラネタリウム 4.メリーゴーランド 5.Dear...
- 2012年05月27日 - 高田馬場CLUB PHASE(東京)『下剋上』
- 2012年06月01日 - AKKUN'S(京都) AKKUN'Sでやっく。んちホームパーティーLive
- 2012年06月02日 - KYOTO MUSE(京都) シングル発売記念ワンマンライブ 『もうシングル出しますけど？-やっく。ローラはノリノリなんです-』[90][91]
- 2012年06月09日 - 御池モダンタイムス(京都)『レトロロックフェスティバル vol.４０』[92]
- 2012年06月10日 - 梅小路公園(京都) 七条入口広場/緑の館周辺『京都市公営交通100周年記念フェスタ』[93][94]
- 2012年06月17日 - RUIDO K4(東京)『The Long Good bye #1〜美シキ歌舞伎町ノ世界〜』
- 2012年06月21日 - ★オアシス２１(名古屋)『ウタアカリ～Candle Night in NAGOYA～』☆1.マーブルチョコ 2.小さな恋のメロディ 3.プラネタリウム 4.Dear...
- 2012年06月27日 - AKKUN'S(京都)『あっくん生誕50周年記念4DAYS』[95]
- 2012年07月01日 - AKKUN'S(京都) AKKUN'Sでやっく。んちホームパーティーLive[96]
- 2012年07月02日 - 渋谷O-WEST(東京)[97]
- 2012年07月07日 - KYOTO MUSE(京都)『ハッスル！50 〜福村帰郷する！全部叩くデー〜』[98][99]
- 2012年08月01日 - AKKUN'S(京都) AKKUN'Sでやっく。んちホームパーティーLive[100]
- 2012年08月04日 - ★伏見HeartLand STUDIO (名古屋)『FUMi ROCK FESTiVAL'12』☆1.2人乗りの、帰り道。 2.小さな恋のメロディ 3.プラネタリウム 4.Dear... 5.クレヨン (セッション)ラブゲーム メリーゴーランド
- 2012年08月18日 - 三条名店街 JEUGIA三条本店横公開広場『フェスタ ディ三条２０１２』[101][102][103][104]
- 2012年09月01日 - AKKUN'S(京都) AKKUN’Sでやっく。んちホームパーティーLIVE[105]
- 2012年09月30日 - グリーンランドみずほ・かがやき広場(京都)『レトロロックフェス　IN 京丹波～黒豆ロック』
- 2012年10月01日 - AKKUN'S(京都) AKKUN’Sでやっくん。ちホームパーティーLIVE『YAKKUN'家ホームパーティー＋αstation　LOVE&HARMONY公開生放送』
- 2012年10月03日 - ★アスナル金山 (名古屋) FM愛知『Brand New Vibeのアスナルトレジャー』公開録音 ☆1.マーブルチョコ 2.ドラマチック 3.Dear...
- 2012年10月06日 - 京都駅ビル・駅前広場　ピンクリボン京都タワーライトアップイベント アコースティックライブ[106][107]
- 2012年10月20日 - 渋谷ＯＣＲＥＳＴ（東京）
- 2012年10月21日 - ★名古屋アポロシアター ワンマンライブ ☆1.プラネタリウム 2.泣き虫ヒーロー 3.夢～まっすぐに～ 4.小さな恋のメロディ 5.心の花 6.ナミダボシ 7.ドラマチック 8.ラブゲーム 9.メリーゴーランド 10.プラス+ 11.くらげあたま 2人乗りの、帰り道。 12.クレヨン 13.いちばん星☆
- 2012年11月01日 - AKKUN'S(京都) AKKUN’Sでやっく。んちホームパーティーLIVE
- 2012年11月03日 - ★アスナル金山 (名古屋) ドラマチック リリース記念イベント[108] ☆1.マーブルチョコ 2.泣き虫ヒーロー 3.ドラマチック 4.あめchanあげるし泣かんといて 5.Dear...
- 2012年11月10日 - ★京都教育文化センター ワンマンLive ☆1.夢～まっすぐに～ 2.泣き虫ヒーロー 3.マーブルチョコ 4.小さな恋のメロディ 4.プラネタリウム 5.ありがとう 6.ラブゲーム 6.メリーゴーランド 7.ドラマチック 8.ディスコメドレー 9.くらげあたま 10.プラス+ 11.2人乗りの、帰り道。 12.クレヨン (en)13.いちばん星☆ 14.Dear...
- 2012年12月01日 - ★AKKUN'S(京都) AKKUN’Sでやっく。んちホームパーティーLIVE ☆1.あめchanあげるし泣かんといて 2.Family 3.泣き虫ヒーロー 4.いつの日か笑って 5.約束 6.プラネタリウム 7.ドラマチック
- 2012年12月12日 - 企業ライブ　スカイシーズ１０周年記念＆忘年party
- 2012年12月16日 - AKKUN'S(京都)『Let's kyo toghtherチャリティライブ』
- 2012年12月31日 - AKKUN'S(京都)『2012年アックンズ・大晦日年越しパーティー！』

2013年
- 2013年01月01日 - AKKUN'S(京都) AKKUN’Sでやっく。んちホームパーティーLive
- 2013年02月01日 - AKKUN'S(京都) AKKUN’Sでやっく。んちホームパーティーLive
- 2013年03月01日 - ★AKKUN'S(京都) AKKUN'Sでやっく。んちホームパーティーLive (se)peace&smile 1.ヘーゼルナッツ 2.へそまがりナミダ 3.泣き虫ヒーロー 4.365日 5.マーブルチョコ 6.メリーゴーランド 7.クレヨン 8.虹色のうた 9.想い出がいっぱい／H2O 10.ありがとう 11.冬物語 12.心の花 13.Dear... 14.夢～まっすぐに～ 15.ドラマチック
- 2013年04月01日 - AKKUN'S(京都) AKKUN'Sでやっく。んちホームパーティーLive
- 2013年04月24日 - 大阪 RUIDO やっく。ツンデレLIVE2013★ ツンの章～春一番ツアー～ 『伊禮恵 × OSAKA RUIDO presents 【心の音が鳴るところ。】～伊禮恵 1stシングル「365日」リリースライブ～』[109]
- 2013年04月25日 - 岡山 IMAGE『やっく。ツンデレLIVE2013★ ツンの章～春一番ツアー～』
- 2013年04月26日 - 広島ナミキジャンクション『やっく。ツンデレLIVE2013★ ツンの章～春一番ツアー～』
- 2013年04月28日 - ★東京Shibuya O-Crest『やっく。ツンデレLIVE2013★ ツンの章～春一番ツアー～』1.泣き虫ヒーロー 2.あめchanあげるし泣かんといて 3.ありがとう 4.あなたに恋をして… 5.マーブルチョコ 6.Dear... 7.ドラマチック
- 2013年04月29日 - ell.SIZE (名古屋)『やっく。ツンデレLIVE2013★ ツンの章～春一番ツアー～』（ワンマン）
- 2013年05月01日 - AKKUN'S(京都) AKKUN'Sでやっく。んちホームパーティーLive
- 2013年05月03日 - ★KYOTO MUSE『やっく。ツンデレLIVE2013★ ツンの章～春一番ツアー～』（ワンマン）1.心の花 2.2人乗りの、帰り道。 3.あめchanあげるし泣かんといて 4.いちばん星☆ 5.Always-どんなときも 6.くらげあたま 7.ハナミズキ／一青窈 8.Family 9.いつだって /よしくに/ 10.あなたに恋をして… 11.ドラマチック 12.マーブルチョコ 13.クレヨン 14.Dear... (en)15.ありがとう 16.ヘーゼルナッツ
- 2013年05月11日 - ★栄ミナミ音楽祭’13 1ステージ目 大須ふれあい広場[110] 1.2ステージ目 大津通り電気ビル前[111] 1.マーブルチョコ 2.泣き虫ヒーロー 3.ドラマチック 4.1日 5.ありがとう
- 2013年05月12日 - NCA 名古屋コミュニケーションアート専門学校 栄ミナミ音楽祭 ’13 東海ラジオ ミッドナイトスペシャル 『金シャチ劇場』公開録音イベント。
- 2013年06月01日 - ★AKKUN'S(京都) AKKUN'Sでやっく。んちホームパーティーLive (se)THE NEVER ENDING STORY 1.泣き虫ヒーロー 2.くらげあたま 3.小さな恋のメロディ 4.Message 5.いつの日か笑って… 6.あなたに恋をして… 7.メリーゴーランド 8.ドラマチック 9.君に... 10.さよならはくもり空 11.あめchanあげるし泣かんといて 12.矢印 13.手をつなごう 14.プラネタリウム 15.ありがとう (en)16.Dear...
- 2013年06月04日 - ★湯～とぴあ宝(名古屋)　東海ラジオ『湯～とぴあ宝　ドリームミュージック』公開収録
- 2013年06月18日 - 大阪RUIDO『OSAKA RUIDO presents 南船場、恋ノ歌劇場 vol.25』[112]
- 2013年07月01日 - AKKUN'S(京都) AKKUN'Sでやっく。んちホームパーティーLive
- 2013年07月14日 - 箕面アーケードパークヴィソラEAST AREA 1Fエルステージ 『ヴィソラアーティストヘブン　サマーLIVE』
- 2013年07月22日 - 大阪RUIDO 『OSAKA RUIDO presents Girl's Talk vol.1』[113]
- 2013年07月28日 - ユニバーサル・シティウォーク大阪センター コート『Song Whiz Fantasy 2013 Vol.7 ~Summer Special LIVE~ in UNIVERSAL CITYWALK OSAKA(TM)』
- 2013年08月02日 - AKKUN'S(京都) AKKUN'Sでやっく。んちホームパーティーLive
- 2013年08月03日 - ★伏見HeartLand STUDIO (名古屋) フミロックフェスティバル'13 in 名古屋
- 2013年08月09日 - 三条名店街(京都) JEUGIA三条本店横・公開広場 『Festa di Sanjo』
- 2013年08月17日 - 京都駅ビル東広場(京都) フリーLive『α-Live SQUARE VOL.4』
- 2013年08月22日 - 渋谷RUIDO K2[東京]『Sibuya Singer Collection Vol.1 』
- 2013年08月25日 - MKボウル上賀茂 芝生広場(京都)『ABMプレゼンツAKKUN’S BBQ&LIVE!!』[114]
- 2013年09月01日 - ★AKKUN'S(京都) AKKUN’Sでやっく。んちホームパーティーLIVE[115]
- 2013年09月07日 - 円山公園音楽堂(京都)『京都文化祭典’13円山コンサート　フォークコンサート　京の旅人 オーディション』
- 2013年09月16日 - 大阪 RUIDO『Girl’s Talk VOL2』
- 2013年09月28日 - ★KYOTO MUSE(ワンマン)　「やっく。ぶらり『I wish.』の旅に出ます。」[116]
- 2013年10月01日 - AKKUN'S(京都) AKKUN’Sでやっく。んちホームパーティーLIVE[117]
- 2013年10月02日 - アスナル金山 (名古屋)「FM AICHI アスナルトレジャー公開録音イベント」
- 2013年10月04日 - 大阪RUIDO『Moondance VOL2』
- 2013年10月20日 - ★SHIBUYA BURROWYAK.PRESENT’S 『ヤックンロール　TOKYO PARTY』1.あなたに恋をして… 2.泣き虫ヒーロー 3.I wish. 4.雨 5.ドラマチック 6.プラス+ 7.Dear... (ec)8.クレヨン
- 2013年10月27日 - ★二条城お城まつり2013『二条城お城まつり2013』[118]
- 2013年10月29日 - ★アスナル金山 (名古屋)「アスナルライブ」
- 2013年10月30日 - ★伏見HeartLand STUDIO (名古屋)  1.I wish. 2.あめchanあげるし泣かんといて 3.いちばん星☆ 4.ドラマチック 5.プラス+ 6.Dear...
- 2013年11月01日 - AKKUN'S(京都) AKKUN’Sでやっく。んちホームパーティーLIVE[119]
- 2013年11月30日 - 大阪RUIDO YAK.主催お昼のイベント『ヤックンロール　IN OSAKA』[120]
- 2013年12月01日 - AKKUN'S(京都) AKKUN’Sでやっく。んちホームパーティーLIVE[121]
- 2013年12月12日 - ポートメッセなごや　1号館特設会場『名古屋モーターショウ』
- 2013年12月22日 - KYOTO MUSE(京都)『ROCK WITH YOU』[122]
- 2013年12月23日 - 大阪RUIDE(大阪)『Girls Talk VOL3』
- 2013年12月28日 - ell.SIZE(名古屋)ワンマンライブ[123]

2014年
- 2014年01月01日 - AKKUN'S(京都) AKKUN’Sでやっく。んちホームパーティーLIVE『AKKUN'S でやっく。ん家ホームパーティーお正月スペシャル大新年会！』[124]
- 2014年01月05日 - ★SHIBUYA BURROW(東京) 『ヤックンロール　TOKYO PARTY VOL2』1.いちばん星 2.あめchanあげるし泣かんといて 3.Message  4.夢見る人よ 5.ドラマチック 6.プラス+ 7.I wish. (ec)8.Dear...
- 2014年01月20日 - 大阪RUIDO 『RUIDO present音渦-otouzu- vol.33』
- 2014年02月01日 - ★AKKUN'S(京都) AKKUN’Sでやっく。んちホームパーティーLIVE『アックンズでやっくん家ホームパーティー、バレンタインスペシャル！』[125]
- 2014年02月13日 - 大阪RUIDO フリージアとショコラ2014 『OZAWA vs Y-nation 』
- 2014年03月01日 - ★AKKUN'S(京都) AKKUN’Sでやっく。んちホームパーティーLIVE
- 2014年03月16日 - 大阪RUIDO ぶらっくやっく。参上！ 『OSAKA RUIDO presents ILLEGAL RADIO vol5』
- 2014年03月23日 - 京都市北部クリーンセンター特設ステージ『京都クリーンフェスタ2014』
- 2014年03月30日 - ★伏見HeartLand STUDIO (名古屋) YAK. BLACK&WHITE 発売ツアー『今度はBLACK&WHITEやけど、あなたは黒白どっちが好きなん？』
- 2014年04月01日 - AKKUN'S(京都) AKKUN’Sでやっく。んちホームパーティーLIVE
- 2014年04月10日 - 大阪RUIDO YAK. BLACK&WHITE 発売ツアー
- 2014年04月16日 - 岡山CLUB IMAGE YAK. BLACK&WHITE 発売ツアー
- 2014年04月17日 - 広島ナミキジャンクション YAK. BLACK&WHITE 発売ツアー『satellite blue station 9番ホーム』
- 2014年04月18日 - Output沖縄 YAK. BLACK&WHITE 発売ツアー『YAK.沖縄ライブ』
- 2014年04月27日 - ★渋谷RUIDO K2(東京) YAK. BLACK&WHITE 発売ツアー『Shibuya Singer Collection Vol.3』
- 2014年04月29日 - ★ell.SIZE(名古屋) YAK. BLACK&WHITE 発売ツアー『今度はBLACK&WHITEやけど、あなたは黒白どっちが好きなん？』ワンマン
- 2014年05月01日 - AKKUN'S(京都) AKKUN’Sでやっく。ん家ホームパーティーLIVE
- 2014年05月04日 - KYOTO MUSE(京都) ～TOUR FINAL～ YAK. BLACK&WHITE 発売ツアー『今度はBLACK&WHITEやけど、あなたは黒白どっちが好きなん？』ワンマン
- 2014年05月10日 - ★栄ミナミ音楽祭(名古屋)　１ステージ-大津通パルコ西館前 ドラマチックカラフル I wish. you&me 2ステージ-もちの木広場
- 2014年05月11日 - ★名古屋スクールオブミュージック内イベントホール『栄ミナミ音楽祭～東海ラジオ「金シャチ劇場」公開録音イベント』
- 2014年05月12日 - 大阪RUIDO 『RUIDO presents Girl’s Talk vol.5』
- 2014年06月01日 - AKKUN'S(京都) AKKUN’Sでやっく。んちホームパーティーLIVE
- 2014年06月03日 - SHIBUYA BURROW(東京)『ハチ公Girl VOL.8』
- 2014年06月12日 - 大阪RUIDO『OSAKA RUIDO presents ロマンPEOPLE vol.21』
- 2014年07月01日 - AKKUN'S(京都) AKKUN’Sでやっく。んちホームパーティーLIVE
- 2014年07月05日 - せんちゅうパル北広場『想い想ワレ企画in 千里』
- 2014年08月02日 - ★伏見HeartLand STUDIO (名古屋)『フミロックフェスティバル2014 in 名古屋』
- 2014年08月03日 - AKKUN'S(京都) AKKUN’Sでやっく。んちホームパーティーLIVE
- 2014年08月30日 - 大阪心斎橋　CLUB ALIVE『RAJYAK.』
- 2014年08月09日 - ★渋谷BURROW(東京)『RAJYAK.』1.FREEDOM 2.光 3.月-revenge- 4.花 5.I wish. 6.LORD OF LOVE 7.プラス+
- 2014年09月01日 - ★AKKUN'S(京都) AKKUN’Sでやっく。んちホームパーティーLIVE
- 2014年09月04日 - 大阪RUIDO『OSAKA RUIDO presentsHAPPY MUSIC ～はじまりの歌～』
- 2014年09月13日 - 名古屋栄オアシス21ステージ『東海ラジオＧｏＧｏ！プレイベント　東海ラジオミッドナイトＳＰ～金シャチ劇場～特別公開録音』
- 2014年09月23日 - 伏見HeartLand STUDIO (名古屋) 『THE 混欲　LIVE～イカガデスカ～』
- 2014年09月27日 - ★渋谷RUIDO K2(東京)『SHIBUYA GIRLS EMOTION Vol.8』1.FREEDOM 2.光 3.月-revenge- 4.花 5.LORD OF LOVE
- 2014年10月01日 - AKKUN'S(京都) AKKUN’Sでやっく。んちホームパーティーLIVE
- 2014年10月12日 - 京丹波グリーンランドみずほ(京都)『黒豆ロックフェスティバル2014』
- 2014年10月19日 - 大阪RUIDO ワンマンライブ『LOVE DREAM ONE-OSAKA-』
- 2014年11月01日 - AKKUN'S(京都) AKKUN’Sでやっく。んちホームパーティーLIVE
- 2014年11月14日 - ★三条名店街(京都) JEUGIA三条本店横・公開広場 『Festa di Sanjo』
- 2014年11月20日 - 大阪RUIDO 『RUIDO presentsウルトラミラクルミュージック Vol.2』
- 2014年11月30日 - KYOTO MUSE(京都)『QUEEN OF NOISE IN KYOTO VOL3～RAJYAK.完結編』
- 2014年11月30日 - みやこめっせ(京都)「コンシューマーフェスティバル」特設ステージ
- 2014年12月01日 - AKKUN'S(京都) AKKUN’Sでやっく。んちホームパーティーLIVE
- 2014年12月13日 - 大阪心斎橋 Club ALIVE!Tightrope　企画第96弾　【ROCK REVOLUTION vol.32】
- 2014年12月23日 - ★ell.SIZE(名古屋) YAK. ワンマンライブ『やっぱココで2014年ラストでしょーサンタが「BLACK＆ほわいと」を連れてきたー』1.いつの日か笑って… 2.夢～まっすぐに～ 3.あめchanあげるし泣かんといて 4.太陽のエール 5.夢見る人よ 6.クレヨン 7.いちばん星☆ 8.光 9.LORD OF LOVE 10.月-revenge- 11.花 12.FREEDOM 13.I wish. 14.プラス+ (en)15.Dear... 16.you&me 17.I wish.

2015年
- 2015年01月01日 - AKKUN'S(京都) AKKUN’Sでやっく。んちホームパーティーLIVE『お正月！！賀正LIVEパーティー』
- 2015年01月20日 - 大阪RUIDO THE LIVE『episode11』
- 2015年02月01日 - AKKUN'S(京都) AKKUN’Sでやっく。んちホームパーティーLIVE
- 2015年02月14日 - アスナル金山(名古屋)『金シャチ音楽祭バレンタインSP』
- 2015年03月01日 - AKKUN'S(京都) AKKUN’Sでやっく。んちホームパーティーLIVE
- 2015年03月02日 - 大阪RUIDO Chewing High!! 『Top of Girlrock tour in Osaka』オープニングアクト
- 2015年03月28日 - 土山サービスエリア(滋賀) freeLIVE[126]
- 2015年03月30日 - 伏見HeartLand STUDIO (名古屋) 【HeartLand 31th EVE LIVE】
- 2015年04月01日 - AKKUN'S(京都) AKKUN’Sでやっく。んちホームパーティーLIVE
- 2015年04月05日 - T’S STUDIO(京都)オープニングパーティーLIVE
- 2015年04月11日 - 大阪心斎橋 Club ALIVE!Tightrope企画第99弾ROCK REVOLUTION特別編成田一家アルバム『強制執行～被疑者確保～』発売記念LIVE【一家闘争ツアー】BLACK YAK.
- 2015年04月25日 - みのおキューズモール(大阪)【みの－１グランプリ】フリーLIVE
- 2015年04月26日 - 西九条ブランニュー(大阪)【Don’t think! Feeeel! VOL.2】
- 2015年04月14日 - ell.FITS ALL(名古屋)ワンマンLIVE
- 2015年05月01日 - AKKUN'S(京都) AKKUN’Sでやっく。んちホームパーティーLIVE　『バンドでガッツリＧＷスペシャル』
- 2015年05月09日 - 栄ミナミ音楽祭15'(名古屋) 1ステージ目 東海ラジオ ミッドナイトスペシャル「金シャチ劇場」公開録音イベント at ＮＳＭ 名古屋スクールオブミュージック専門学校 2ステージ目 若宮広場[127]
- 2015年05月14日 - ell.FIT’S ALL(名古屋) ワンマンLIVE 『『RAINBOW』と生誕祭が一緒にやってきました。Byゆーsan』
- 2015年06月01日 - AKKUN'S(京都) AKKUN’Sでやっく。んちホームパーティーLIVE
- 2015年06月21日 - 西九条ブランニュー(大阪)『Drop Lightning!～』
- 2015年07月01日 - AKKUN'S(京都) AKKUN’Sでやっく。んちホームパーティーLIVE
- 2015年07月12日 - KYOTO MUSE (京都) ワンマン『『RAINBOW』実はリリースしてました！by BLACK YAK.」
- 2015年08月01日 - AKKUN'S(京都) AKKUN’Sでやっく。んちホームパーティーLIVE
- 2015年08月02日 - 西九条BRAND NEW(大阪) 『ROSE OF THE STEEL VOL.1』
- 2015年08月08日 - 伏見HeartLand STUDIO (名古屋)『FUMI ROCK FESTIVAL 20TH』
- 2015年08月09日 - (初)祇園ジョニーエンジェル(京都) 『８９(やっく。)の日。Specialふぉ～くLIVEーだって夏だから！アナタとYAK.でリゾラバちっくLIVE♡ー』
- 2015年08月18日 - 西院Deep Asia Dining(京都) 『みんなでインドに行こう♪♪』
- 2015年08月19日 - 西九条BRAND NEW(大阪) 『ROSE OF THE STEEL VOL.2』
- 2015年09月01日 - ★AKKUN'S(京都) AKKUN’Sでやっく。んちホームパーティーLIVE
- 2015年09月04日 - ★ell.SIZE(名古屋) 『“ＹＡＫ.＆よしくに”LAST LIVE！…でも今日はあさみ生誕祭！笑ってありがとう！』
- 2015年09月19日 - 西九条BRAND NEW(大阪) 『ROSE OF THE STEEL VOL.2』
- 2015年09月27日 - KYOTO MUSE(京都) 新番組『STEEL HEARTS』スタート記念GIG『鋼鉄の音女団』
- 2015年10月01日 - ★AKKUN'S(京都) AKKUN’Sでやっく。んちホームパーティーLIVE
- 2015年10月04日 - 地下鉄京都駅コトチカ広場 京都市交通局コトチカ5th Anniversary『GOGO！コトチカ』 ２ステージ
- 2015年10月17日 - ★目黒 鹿鳴館(東京) 『RISING AGAINST』se.月光花 1.夜の虹 2.光 3.Savior 4.BRAND-NEW 5.Lord of Love 6.FREEDOM
- 2015年11月01日 - ★AKKUN'S(京都) AKKUN’Sでやっく。んちホームパーティーLIVE
- 2015年11月03日 - ★KYOTO MUSE(京都) 『BLACK YAK. 2015 LAST ONEMAN LIVE ーWIND OF CHAGEー』se.月光花 1.夜の虹 2.光 3.Savior 4.Realize 5.Trust 6.BRAND-NEW 7.花 8.Twinkle 9.LORD OF LOVE 10.Destiny 11.FREEDOM (en)12.Bridge (D_en).I wish.
- 2015年11月11日 - ★祇園ジョニーエンジェル(京都)『ＹＡＫ.１０周年Birthdayライブ』
- 2015年11月20日 - ★三条名店街(京都) フリーワンマンLIVE 『Festa di sanjo－フェスタ ディ三条－』
- 2015年12月01日 - ★AKKUN'S(京都) AKKUN’Sでやっく。んちホームパーティーLIVE『★４年間ありがとう！ラストやっく。んち★』
- 2015年12月20日 - ★ABCリバーデッキ(大阪) 公開生放送ABCラジオクリスマスSpecial『STAR☆MUSIC☆SUNDAY』
- 2015年12月26日 - 西九条ブランニュー(大阪)『～BRAND NEW 20th ANNIVERSARY SPECIAL～ “HEAVY METALな楽しい仲間達”?』「BLACK YAK.」

2016年
- 2016年01月09日 - ★KYOTO MUSE(京都) 『金谷幸久ソロアルバム発売記念ライブ 『CRY FOR THE MOON』FINAL』「BLACK YAK.」[128]
- 2016年01月31日 - ＹＡＫ.ゆうみ 初LIVE
- 2016年02月20日 - 西九条BRAND NEW(大阪) 『～ASRA「Sifartin Akashic」発売記念ライヴ～』「BLACK YAK.」
- 2016年03月04日 - ★目黒ライブステーション(東京) 成田☆一家のNAOTOさんプロジェクト オムニバスアルバム 【Agitation Clysis～Metalize 03～】リリース記念LIVE『Agitation Bangers～Metalize～』「BLACK YAK.」☆★
- 2016年03月19日 - 道頓堀角座広場(大阪) ABCラジオ公開収録FM 開局スペシャルイベント ”WIDE FM 今日からエエ音聴かせます”『STAR☆BLACK YAK.KADOZA de WIDE』フリーLIVE
- 2016年04月11日 - ★アスナル金山(名古屋) フリーLIVE
- 2016年04月29日 - ★３STAR IMAIKE(名古屋) ワンマン『BLACK YAK.への入門』「BLACK YAK.」
- 2016年04月30日 - KYOTO MUSE(京都) STEEL HEARTS PRESENT’S 『京風メタルへの招待』「BLACK YAK.」
- 2016年05月07日 - 西九条BRAND NEW(大阪) 『BELIEVER VOL.2』「BLACK YAK.」
- 2016年05月08日 - ★栄ミナミ音楽祭'16(名古屋)　1ステージ目 松坂屋本店前 2ステージ目 南大津通矢場町交差点若宮広場 ※イベントでの表記は「ＹＡＫ.」LIVEは「BLACK YAK.」[129]
- 2016年05月14日 - ★祇園ジョニーエンジェル(京都) 『ゆうみ生誕祭♡限定復活ＹＡＫ.LIVE♡』
- 2016年05月29日 - 京丹波町(京都)  グリーンランドみずほ 『黒豆ロックフェスティバル』「BLACK YAK.」
- 2016年06月05日 - 心斎橋paradigm(大阪)『Glorious Road』「BLACK YAK.」
- 2016年06月11日 - 目黒鹿鳴館(東京) 『RISING AGAINST』「BLACK YAK.」
- 2016年06月12日 - ★APOLLO BASE(名古屋)『ROCKぱわ-すて-しょん』「BLACK YAK.」
- 2016年06月19日 - ★VOXhall(京都) pick up 主催『Scramble bash!』「＆MUSE」初LIVE
- 2016年06月26日 - 祇園pickup(京都) 『Self』セッションLIVE 「＆MUSE」[130] 1.いきものかがりの「ありがとう」2.BLACK YAK.の「Disteny」3.一青窈の「ハナミズキ」
- 2016年07月03日 - KYOTO MUSE(京都) レコ発ツアーFinal ワンマン『2016 ARCTURUS FINAL』「BLACK YAK.」
- 2016年07月09日 - 西九条BRAND NEW(大阪)『THE WAY TO UTOPIA』「BLACK YAK.」
- 2016年08月06日 - 心斎橋Paradigm(大阪) Tightrope企画第112弾 『ROCK REVOLUTION vol.35 』「BLACK YAK.」
- 2016年08月19日 - 大阪RUIDO 8th ANNIVERSARY【Summer Queen vol.1】「BLACK YAK.」
- 2016年08月26日 - 祇園ジョニーエンジェル(京都) 「＆MUSE」
- 2016年08月28日 - 祇園pickup(京都) 『Self』「＆MUSE」[131]
- 2016年08月29日 - ★アスナル金山(名古屋) 『アスナルらいぶ』1.Twinkle 2.Destiny 3.Black Hole 4.All For Me 5.I wish.
- 2016年09月03日 - HOLIDAY NEXT NAGOYA(名古屋)『Jam Rock vol.1』「BLACK YAK.」[132]
- 2016年09月10日 - ★祇園ジョニーエンジェル(京都)『あさみ生誕祭♪復活ＹＡＫ.LIVE』
- 2016年09月25日 - 西九条BRAND NEW(大阪)『IRON BOUND VOL.8』「BLACK YAK.」
- 2016年10月02日 - 祇園pickup(京都) 『ピンクリボンライブエイド2016』「＆MUSE」[131]
- 2016年10月09日 - 西九条BRAND NEW(大阪)『Pirates of Steel VOL.4』「BLACK YAK.」
- 2016年10月10日 - ★名古屋オアシス21 銀河の広場 ＦＭ愛知公開録音フリーLIVE『＠FM×オアシス21 アキオト2016』泣き虫ヒーロー Disteny SPICA ありがとう Ｉwish.
- 2016年10月21日 - ★新栄HeartLand(名古屋)『Shade of Rock』「BLACK YAK.」
- 2016年10月30日 - 祇園pickup(京都) 『Self』「＆MUSE」[131]
- 2016年11月03日 - VOXhall(京都)pick up 主催『Festival of the life Vol.11』[133]「＆MUSE」＆MUSEオリジナル曲 北極星☆
- 2016年11月06日 - KYOTO MUSE(京都)【ハッスル55！～福村゛BABACHAN゛高志へヴィメタル生誕祭～】「BLACK YAK.」
- 2016年11月15日 - SILVER WINGS(京都)『airi birtheday liveーkasanari LIVE』OA: &MUSE[134]
- 2016年11月19日 - 大阪RUIDO(大阪)『鋼鉄の音女団』FINAL STAGE「BLACK YAK.」
- 2016年11月26日 - ライブ レストラン 音や(京都) YouTube配信ライブ『Live From Arashiyama 音やステーション』「＆MUSE」
- 2016年12月08日 - ★アスナル金山(名古屋) 『アスナルらいぶ』1.SPICA 2.Destiny 3.ありがとう 4.Ｉwish.
- 2016年12月11日 - KYOTO MUSE (京都) ワンマンライブ『ROAD OF YAK.BLACK&ほわいと since-2008-』「BLACK YAK.」
- 2016年12月13日 - 祇園ジョニーエンジェル(京都) 「Holly & ゆうみ」[135]
- 2016年12月15日 - ゴスペルnight 「ゆうみ」
- 2016年12月18日 - ★3 STAR IMAIKE(名古屋) ワンマンライブ『ROAD OF YAK.BLACK&ほわいと since-2008-』「BLACK YAK.」
- 2016年12月23日 - ★祇園ジョニーエンジェル(京都) 『やっく。とクリスマスパーティーLIVE』
- 2016年12月28日 - 都雅都雅 (京都)『COUNT DOEN LIVE 2016-2017』「LienS(リアンズ) / Vocal ゆうみ Guitar ともkun Bass kazu Drum まっすん」

2017年
- 2017年01月07日 - ★祇園ジョニーエンジェル(京都) やっく。んちホームパーティー マンスリーワンマンLIVE ※やっく。んちホームパーティーLIVE復活(奇数月)※
- 2017年01月14日 - 西九条BRAND NEW(大阪)『【IRON BOUND VOL.12』「BLACK YAK.」
- 2017年01月19日 - ★新栄HeartLand(名古屋)『Sound Garden』
- 2017年01月30日 - 祇園pickup(京都) 『Self』 「ゆうみ」
- 2017年02月02日 - 新栄HeartLand(名古屋) SB&HL CIRCUIT TRUMP 『ビビビ☆ビールズ！』
- 2017年02月14日 - ★祇園ジョニーエンジェル(京都) 『ＹＡＫ.バレンタインデーLIVE【やっく。と甘～い？！バレンタインNight♡チョコあ・げ・る♡】』
- 2017年02月18日 - VOXhall(京都) pick up 主催『Scramble bash!』「BLACK YAK.」
- 2017年02月25日 - 心斎橋パラダイム(大阪) Tightrope企画 第 119 弾 島田浩史 Presents『蜂の宴(うたげ)Bass編vo.9 [A Banquet Of Queen Bee Bold and frightening bodily sensation] 』
- 2017年03月05日 - 都雅都雅 (京都)『OPEN the ATTACK! vol.17』
- 2017年03月11日 - ★祇園ジョニーエンジェル(京都) やっく。んちホームパーティー マンスリーワンマンLIVE
- 2017年03月25日 - 京都ファミリー(京都) α-SPECIAL LIVE SHOW in京都ファミリーPresented by J:COM[136]
- 2017年03月26日 - 祇園ジョニーエンジェル(京都)『Holly & ゆうみLIVE』「ゆうみソロ」１.涙そうそう ２.未来へ ３.糸 ４.心の絆♡デュエット(オリジナル) ５.会いたいもう一度(オリジナル) ６.家族(オリジナル)７.生まれて来てよかった(オリジナル) ♥︎アンコール♥︎祈り(オリジナル)
- 2017年04月01日 - 西九条ブランニュー(大阪)『IRON BOUND VOL.16』「BLACK YAK.」
- 2017年04月03日 - 大阪RUIDO『OSAKA RUIDO presents 南船場、恋ノ歌劇場 vol.45』「BLACK YAK.」
- 2017年04月16日 - ★祇園ジョニーエンジェル(京都) やっく。んちホームパーティー マンスリーワンマンLIVE『限定DVD発売LIVE』
- 2017年04月30日 - ★南大津通(名古屋) 『南大津通歩行者天国 まちかどライブ』 フリーライブ １ステージ ラシック前 ２ステージ 名古屋パルコ西館前
- 2017年04月30日 - ★SPADE BOX(名古屋) 『Melody Box』
- 2017年05月06日 - ★祇園ジョニーエンジェル(京都) やっく。んちホームパーティー マンスリーワンマンLIVE『ゆうみ生誕祭LIVE』
- 2017年05月10日 - ★大阪RUIDO 【OSAKA RUIDO presents南船場、恋ノ歌劇場 vol.46』
- 2017年05月14日 - ★栄ミナミ音楽祭'17(名古屋)　名古屋パルコ西館前
- 2017年05月20日 - 心斎橋paradigm(大阪) 『Dances of the Sword .day-1』「BLACK YAK.」
- 2017年05月28日 - 祇園pickup(京都) 『Self』ゆうみ(vo) トモ(gt) まこと(gt) こうすけ(ba) まっつん(dr)」[137]
- 2017年06月11日 - ★祇園ジョニーエンジェル(京都) やっく。んちホームパーティー マンスリーワンマンLIVE
- 2017年06月25日 - ★アスナル金山 (名古屋)『アスナルらいぶオーディション』
- 2017年06月27日 - ★新栄HeartLand(名古屋)『Sound Garden』
- 2017年07月01日 - ★祇園ジョニーエンジェル(京都) やっく。んちホームパーティー マンスリーワンマンLIVE
- 2017年07月02日 - Bigtwin Diner SHOVEL(前・心斎橋paradigm)(大阪)「BLACK YAK.」
- 2017年07月03日 - 大阪RUIDO 『OSAKA RUIDO presents 南船場、恋ノ歌劇場 vol.47』
- 2017年07月08日 - 西九条ブランニュー(大阪) 『IRON BOUND VOL.21』
- 2017年07月09日 - AKKUN'S(京都) ゆうみソロ・Preincess BraincessカヴァーバンドLIVE『R&R FES Vo.15』1.世界でいちばん熱い夏 2.OH YEAH! 3.M 4.GET CRAZY! 5.19 GROWING UP 6.DIAMONDS
- 2017年07月22日 - せんちゅうパル・北広場(大阪) 『想い想ワレ企画イベントin千里中央』
- 2017年08月04日 - 京都木屋町 Indigo(京都) 『京都酔唄 presents フミロックフェスティバル in KYOTO ～木屋町界隈･夏景色～』[138]
- 2017年08月05日 - ★新栄HeartLand(名古屋) 『フミロックフェスティバル in 名古屋』
- 2017年08月09日 - 三条名店街JEUGIA三条本店横広場(京都)『８９(やっく。)の日ワンマンLIVE』
- 2017年08月11日 - カルメニ正面玄関前(神戸) フリーLive『ＣＵＬＭＥＮＩ ＬＩＶＥ』
- 2017年08月12日 - ★祇園ジョニーエンジェル(京都) やっく。んちホームパーティー マンスリーワンマンLIVE
- 2017年08月18日 - Soap opera classics-Umeda-(大阪) 『DUAL vol,01』
- 2017年08月27日 - 祇園pickup(京都) 『Self』ゆうみ(vo)とも(ag)[139]
- 2017年08月30日 - 大阪RUIDO『9th ANNIVERSARY Endless Summer Nights 2017』[140]「BLACK YAK.」
- 2017年09月02日 - ★みやこめっせ1階第2展示場(京都)地下鉄東西線開業20周年記念『電車・バス ファン感謝祭 in みやこめっせ』
- 2017年09月02日 - ★祇園ジョニーエンジェル(京都) やっく。んちホームパーティー マンスリーワンマンLIVE『ＹＡＫ.ギターあー坊生誕祭LIVE』
- 2017年09月11日 - ★アスナル金山(名古屋)『アスナルらいぶ』[141]
- 2017年09月12日 - ★新栄HeartLand(名古屋)『梶有紀子 vs YAK. vs せりかな』[142]
- 2017年09月22日 - Bigtwin Diner SHOVEL (大阪)『Ｍagistina Saga 再始動1周年記念主催』「BLACK YAK.」
- 2017年09月24日 - 竜王町総合運動公園内ドラゴンハット(滋賀)【DRAGON GIRLS CARNIVAL-竜姫祭-2017』[143] 「BLACK YAK.」
- 2017年10月01日 - 祇園pick up(京都)『ピンクリボンライブエイド2017@pickup』ワンマン[144][145]
- 2017年10月07日 - オアシス２１銀河の広場(名古屋)『オアシス21 15th Anniversary＠ＦＭアキオト2017』
- 2017年10月14日 - 宇治公園(京都) 宇治ワールドフードフェスティバル 野外LIVE
- 2017年10月22日 - ★SPADE BOX(名古屋)『DUO FES.』
- 2017年10月28日 - Bigtwin Diner SHOVEL (大阪)『PANIC IN THE ZOO vol3』
- 2017年10月29日 - ★祇園ジョニーエンジェル(京都) やっく。んちホームパーティー マンスリーワンマンLIVE『ハロウィン仮装パーティーLIVE』1.24H 2.メリーゴーランド 3.いつだって 4.小さな恋のメロディ 5.Message 6.マーブルチョコ 7.矢印 8.あなたに恋をして 9.夢見る人よ 10.ドラマチック 11.you&me 12.夢まっすぐに 13.I wish.
- 2017年10月30日 - ★アスナル金山(名古屋)『アスナルらいぶ』
- 2017年11月03日 - VOXhall(京都) 『Festival of the life VOL.12』ゆうみ(Vo) とも(G) まこと(G) こうすけ(B) けいすけ(D)
- 2017年11月05日 - 西九条BRAND NEW(大阪)『Melodesque Ⅲ』「BLACK YAK.」
- 2017年11月11日 - ★祇園ジョニーエンジェル(京都) やっく。んちホームパーティー マンスリーワンマンLIVE『ＹＡＫ.生誕祭LIVE』
- 2017年11月13日 - ★アスナル金山(名古屋) 『アスナルらいぶ』[141]
- 2017年11月13日 - ★新栄HeartLand(名古屋)[146]

- 2017年11月18日 - Soap opera classics-Umeda-(大阪)『Sound Gallery』[147]
- 2017年11月28日 - 祇園pickup(京都) 『Self』ゆうみ(vo)とも(gt)まこと(gt)こうすけ(ba)けいすけ(dr)
- 2017年12月04日 - ★アスナル金山(名古屋) 『アスナルらいぶ』
- 2017年12月09日 - ★新栄HeartLand(名古屋) 『ＹＡＫ.ワンマンLIVE at 名古屋』[148]
- 2017年12月16日 - 西九条BRAND NEW(大阪)『2017.メタレスク Vol.1　METALESQUE -1-』
- 2017年12月17日 - AKKUN'S(京都) OA『ひまわり前夜祭』ゆうみソロ[149]
- 2017年12月22日 - KYOTO MUSE(京都)『ＹＡＫ.のブラック＆ホワイト－ＹＡＫ.vs BLACK YAK.－』[150]
- 2017年12月24日 - ★祇園ジョニーエンジェル(京都) やっく。んちホームパーティー マンスリーワンマンLIVE『クリスマスパーティーLIVE』

2018年
- 2018年01月06日 - ★祇園ジョニーエンジェル(京都) やっく。んちホームパーティー マンスリーワンマンLIVE『２０１８年！新年会おめでとうLIVE』
- 2018年01月20日 - 西九条BRAND NEW(大阪)『REASTERISK presents REINCARNATION vol. 12』「 BLACK YAK.」
- 2018年02月03日 - ★祇園ジョニーエンジェル(京都) やっく。んちホームパーティー マンスリーワンマンLIVE『ＹＡＫ.デビュー１０th記念LIVE』
- 2018年02月08日 - ★アスナル金山(名古屋) 『アスナルらいぶ』
- 2018年02月17日 - 船場club MERCURY(大阪) Guest Act『ONEMAN LIVE 2018 SKY EXISTENCE』「 BLACK YAK.」
- 2018年02月23日 - ★新栄HeartLand(名古屋) 『ビビビ☆ビールズ』
- 2018年03月03日 - ★祇園ジョニーエンジェル(京都) やっく。んちホームパーティー マンスリーワンマンLIVE
- 2018年03月10日 - ★金山総合駅南口広場(名古屋) フリーLive『鶏たまフェスLIVE』
- 2018年03月18日 - イオンモールKYOTO フリーLive 3ステージ
- 2018年03月25日 - Bigtwin Diner SHOVEL(大阪)『ONYX 2nd singlerelease event｢Dearest you｣』「 BLACK YAK.」※出場辞退
- 2018年04月07日 - ★祇園ジョニーエンジェル(京都) やっく。んちホームパーティー マンスリーワンマンLIVE
- 2018年04月15日 - VOXhall(京都)『pick up 主催13th ANNIVERSARY SPECIAL LIVE』[151][152] いちばん星☆[153]
- 2018年04月18日 - ★SPADE BOX(名古屋)「ＹＡＫ.ゆうみ」1.Message 2.手をつなごう 3.BRAND-NEW 4.夢見る人よ 5.花
- 2018年04月21日 - KYOTO MUSE(京都)『春の京都にメタル咲く』「BLACK YAK.」[154][155] ありがとう [156] I wish.[157] いちばん星☆[158]
- 2018年04月30日 - ★アスナル金山(名古屋)『アスナルらいぶカーニバル』「ＹＡＫ.ゆうみ」1.夢見る人よ 2.Iwish. 3.花 4.カラフル 5.ありがとう
- 2018年05月05日 - ★祇園ジョニーエンジェル(京都) やっく。んちホームパーティー マンスリーワンマンLIVE『ゆうみ生誕祭LIVE』
- 2018年05月12日 - ★栄ミナミ音楽祭'18(名古屋) 「ＹＡＫ.ゆうみ」 1ステージ 大須ふれあい広場 １.ドラマチック 2.I wish. 3.いちばん星☆ 4.ありがとう 2ステージアスナル金山 1.卒業写真 2.小さな恋のメロディー 3.夢見る人よ 4.ありがとう
- 2018年05月12日 - ★黒川プログレス(名古屋) 『ビビビ☆ビールズ！栄キタ音楽祭！キター！』「ＹＡＫ.ゆうみ」1.別れのしずく 2.泣き虫ヒーロー 3.いちばん星☆ 4.約束 5.クレヨン 6.Dear...
- 2018年05月21日 - ★アスナル金山『アスナルらいぶ』「ＹＡＫ.ゆうみ」1.ドラマチック 2.Ｉwish. 3.夢見る人よ 4.花 5.ありがとう
- 2018年06月02日 - 祇園ジョニーエンジェル(京都) やっく。んちホームパーティー マンスリーワンマンLIVE
- 2018年06月11日 - ★新栄HeartLand(名古屋)「ＹＡＫ.ゆうみ」1.Spica 2.カラフル 3.夢見る人よ 4.ブランニュー 5.花 6.いちばん星☆ 7.ありがとう
- 2018年06月17日 - 都雅都雅(京都)『Welcome to THE ROCKS HEAVEN ３』～日曜日の混沌～Chaos of Sunday「 BLACK YAK.」
- 2018年06月30日 - ★アスナル金山(名古屋)『アスナルらいぶ』「ＹＡＫ.ゆうみ」
- 2018年07月07日 - ★祇園ジョニーエンジェル(京都) やっく。んちホームパーティー マンスリーワンマンLIVE『ＹＡＫ.浴衣LIVE』1.へそまがりナミダ 2.くらげあたま 3.シーソーゲーム 4.いつの日か笑って 5.別れのしずく 6.夢−まっすぐに− 7.Message 8.太陽のエール 9.ラブゲーム 10.ドラマチック (en)11.Dear... 12.I wish.
- 2018年07月15日 - Bigtwin Diner SHOVEL(大阪)『Tightrope企画第132弾サトシ大復活 – SATOSHI will never die –』「 BLACK YAK.」
- 2018年07月16日 - 滋賀U☆STONE (滋賀)『ZONE vol.1』「BLACK YAK.」
- 2018年07月20日 - ★SPADE BOX(名古屋)「ＹＡＫ.ゆうみ」1.BLACK HOLE 2.花 3.ありがとう 4.夢みる人よ… 5.いちばん星☆ 6.BRAND-NEW
- 2018年07月23日 - ★アスナル金山(名古屋)『アスナルらいぶ』「ＹＡＫ.ゆうみ」
- 2018年08月04日 - ★祇園ジョニーエンジェル(京都) やっく。んちホームパーティー マンスリーワンマンLIVE
- 2018年08月05日 - 名古屋城金シャチ海鮮市場BEER＆BBQ (愛知)「ＹＡＫ.ゆうみ」
- 2018年08月09日 - 三条名店街(京都)『８９(やっく。)の日フリーワンマンLIVE』「ＹＡＫ.ゆうみ」
- 2018年08月19日 - ★広小路夏まつり(名古屋) 会場: 広小路通（栄～伏見間）1.パレードLIVE 2.丸栄前LIVE「ＹＡＫ.ゆうみ」
- 2018年08月20日 - アスナル金山(名古屋)『アスナルらいぶ』「ＹＡＫ.ゆうみ」
- 2018年08月25日 - 大阪・堺筋本町 Club MERCURY『M.J. ROCK JAM Vol.6 in OSAKA ☆ 3rd Anniversary 』「 BLACK YAK.」
- 2018年08月28日 - ★新栄HeartLand(名古屋)「ＹＡＫ.ゆうみ」1.花 2.SPICA 3.約束 4.カラフル 5.いちばん星☆ 6.夢みる人よ… 7.ありがとう (ec)8.Dear...
- 2018年09月01日 - ★祇園ジョニーエンジェル(京都) やっく。んちホームパーティー マンスリーワンマンLIVE【ギターあさみ生誕祭LIVE】
- 2018年09月17日 - ★アスナル金山(名古屋)『アスナルらいぶカーニバル』「ＹＡＫ.ゆうみ」1.ドラマチック 2.Ｉwish. 3.夢見る人よ 4.ありがとう 5.カラフル
- 2018年09月21日 - ★SPADE BOX(名古屋)「ＹＡＫ.ゆうみ」1.いつの日か笑って… 2.SPICA 3.夢見る人よ 4.ありがとう 5.Family
- 2018年09月23日 - KYOTO MUSE『気がつけば。。。遠藤コースケ』「 BLACK YAK.」[159] １.夜の虹 ２.Twinkle ３.Trust ４.Bridge ５.Savior ６.I wish.
- 2018年09月29日 - Big Twin Diner SHOVEL(大阪)『WOMEN’S POWER Vol.65[番外編] ～大阪』「 BLACK YAK.」
- 2018年10月06日 - ★祇園ジョニーエンジェル(京都) やっく。んちホームパーティー マンスリーワンマンLIVE『ハロウィン仮装LIVE』
- 2018年10月14日 - ★南大津通歩行者天国まちかどライブ(愛知) 1ステージ 大津通ラシック前 2ステージ 大津通電気ビル前「ＹＡＫ.ゆうみ」
- 2018年10月23日 - ★アスナル金山(名古屋)『アスナルらいぶ』「ＹＡＫ.ゆうみ」
- 2018年10月30日 - ★新栄HeartLand(名古屋) ハロウィン仮装でLIVE 1.ドラマチック 2.I wish. 3.カラフル 4.365日 5.夢見る人よ 6.糸 7.Dear...  (en)7.ありがとう
- 2018年11月03日 - ★祇園ジョニーエンジェル(京都) やっく。んちホームパーティー マンスリーワンマンLIVE１日限定バンドＹＡＫ.LIVE 『ＹＡＫ.生誕祭LIVE』
- 2018年11月13日 - ★アスナル金山(名古屋)『アスナルらいぶ』[160]「ＹＡＫ.ゆうみ」
- 2018年11月16日 - ★PARCO名古屋西館前栄ミナミ・大須ウィンターイルミネーション 『トワイライトライブ』
- 2018年11月23日 - 西九条BRAND NEW(大阪)「 BLACK YAK.」
- 2018年11月27日 - ★SPADE BOX(名古屋)「ＹＡＫ.ゆうみ」1.Bridge 2.SPICA 3.いちばん星☆ 4.夢見る人よ 5.ありがとう
- 2018年12月01日 - ★祇園ジョニーエンジェル(京都) やっく。んちホームパーティー マンスリーワンマンLIVE『XmasパーティーLIVE』1.クリスマス・イブ 2.冬物語 3.Lord of love 4.あめchanあげるし、泣かんといて。 5.ナミダボシ 6.別れのしずく 7.夢見る人よ 8.約束 9.いつの日か笑って… 10.夢ーまっすぐにー 11.you&me 12.ドラマチック (en)13.ありがとう 14.I wish.
- 2018年12月11日 - ★アスナル金山(名古屋)『アスナルらいぶ』「ＹＡＫ.ゆうみ」
- 2018年12月15日 - 西九条BRAND NEW(大阪)『METALESQUE Ⅱ』「 BLACK YAK.」
- 2018年12月17日 - ★SPADE BOX(名古屋)「ＹＡＫ.ゆうみ」1.アメージング・グレイス(アカペラ) 2.クリスマス 3.SPICA 4.別れのしずく 5.夢見る人よ 6.矢印 7.いちばん星☆ 8.Dear...
- 2018年12月24日 - ★コトチカ京都(京都)「ＹＡＫ.ゆうみ」

2019年
- 2019年01月05日 - ★祇園ジョニーエンジェル(京都) やっく。んちホームパーティー マンスリーワンマンLIVE
- 2019年01月11日 - ★アスナル金山(名古屋)『アスナルらいぶ』「ＹＡＫ.ゆうみ」[141]
- 2019年01月24日 - ★新栄HeartLand(名古屋)『YAK vs ナトリヒカル vs ORANCHE』「ＹＡＫ.ゆうみ」[161] 1.いちばん星☆ 2.Spica 3.365日 4.夢見る人よ 5.ありがとう 6.糸／中島みゆき 7.Bridge (ec)8.I wish.
- 2019年01月27日 - BIG JACK(大阪)「 BLACK YAK.」
- 2019年02月02日 - ★祇園ジョニーエンジェル(京都) やっく。んちホームパーティー マンスリーワンマンLIVE
- ---2021.6.28---
- 2019年02月10日 - ★アスナル金山(名古屋)『アスナルらいぶカーニバル』「ＹＡＫ.ゆうみ」[162][141]
- 2019年02月12日 - 祇園ジョニーエンジェル(京都)「Holly & ゆうみ」[163] Be My Baby    The Rose
- 2019年02月17日 - Big Twin Diner SHOVEL(大阪)『The Power of Equality』「BLACK YAK.」
- 2019年03月02日 - ★祇園ジョニーエンジェル(京都) やっく。んちホームパーティー マンスリーワンマンLIVE
- 2019年03月13日 - ★新栄HeartLand(名古屋)「YAK.ゆうみ」1.卒業写真／松任谷由実 2.ありがとう 3.夢見る人よ 4.カラフル 5.Dear...
- 2019年03月27日 - ★アスナル金山(名古屋)『アスナルらいぶ』「ＹＡＫ.ゆうみ」[141]
- 2019年03月30日 - 西九条BRAND NEW (大阪)『IRON BOUND VOL.33』
- 2019年04月06日 - ★祇園ジョニーエンジェル(京都) やっく。んちホームパーティー マンスリーワンマンLIVE
- 2019年04月10日 - ★SPADE BOX(名古屋)「ＹＡＫ.ゆうみ」1.さくら（独唱）／森山直太朗  2.春よ、来い／松任谷由実 3.夢見る人よ 4.Spica 5.message 6.BRAND-NEW 7.ALL FOR ME
- 2019年04月16日 - ★アスナル金山(名古屋)『アスナルらいぶ』「ＹＡＫ.ゆうみ」[141]
- 2019年04月27日 - BIG JACK(大阪)『有頂天外Ⅲ』「BLACK YAK.」
- 2019年04月28日 - ★南大津通商店街歩行者天国  まちかどライブ(名古屋)：大津通パルコ西館前「ＹＡＫ.ゆうみ」
- 2019年04月30日 - ★愛・地球博記念公園・大芝生広場『全日本うまいもの祭り2019 inモリコロパーク』「ＹＡＫ.ゆうみ」1.未来へ／Kiroro 2.あめchanあげるし泣かんといて 3.いちばん星☆ 4.矢印 5.Dear...
- 2019年05月04日 - ★祇園ジョニーエンジェル(京都) やっく。んちホームパーティー マンスリーワンマンLIVE
- 2019年05月12日 - ★栄ミナミ音楽祭'19　①ラシック前 1.ドラマチック 2.夢見る人よ 3.カラフル 4.Dear…　　②大須万松寺「ＹＡＫ.ゆうみ」
- 2019年05月18日 - ★都雅都雅(京都) 『GONZ New Album Release Tour / 2nd STAGE 2019』「BLACK YAK.」[164]
- 2019年05月21日 - ★アスナル金山(名古屋)『アスナルらいぶ』「ＹＡＫ.ゆうみ」[141]
- 2019年05月26日 - ★南大津通歩行者天国まちかどライブ(愛知) 1ステージ 大津通電気ビル前 2ステージ 大津通ラシック前 1.I wish. 2.ドラマチック 3.夢見る人よ 4.Dear…
- 2019年05月28日 - ★SPADE BOX(名古屋)「ＹＡＫ.ゆうみ」1.いちばん星☆ 2.夢見る人よ 3.マーブルチョコ 4.カラフル 5.時代／中島みゆき 6.Dear... 7.ALL FOR ME
- 2019年06月01日 - ★祇園ジョニーエンジェル(京都) やっく。んちホームパーティー マンスリーワンマンLIVE
- 2019年06月02日 - 西九条ブランニュー(大阪)『M7 NISHIKUJO SUMMIT 2019』「 BLACK YAK.」
- 2019年06月11日 - 祇園ジョニーエンジェル(京都) 「Holly & ゆうみ」
- 2019年06月13日 - ★アスナル金山(名古屋)『アスナルらいぶ』「ＹＡＫ.ゆうみ」[141]
- 2019年06月25日 - ★新栄HeartLand(名古屋) 「ＹＡＫ.ゆうみ」1.夢見る人よ 2.雨 3.レイニー ブルー／德永英明 4.いちばん星☆ 5.Dear...
- 2019年07月06日 - ★祇園ジョニーエンジェル(京都) やっく。んちホームパーティー マンスリーワンマンLIVE
- 2019年07月13日 - ★名古屋栄音楽天国～栄天～(名古屋)「ＹＡＫ.ゆうみ」1部 1.ドラマチック 2.夢～まっすぐに～ 3.カラフル 4.Dear...　2部1.ドラマチック 2.夢見る人よ 3.いちばん星☆ 4.Dear...
- 2019年07月23日 - ★アスナル金山(名古屋)『アスナルらいぶ』「ＹＡＫ.ゆうみ」[141]
- 2019年07月25日 - ★SPADE BOX(名古屋)『花房真優 vs 季子 vs YAK vs 浅羽由紀』「ＹＡＫ.ゆうみ」[165] 1.夢～まっすぐに～ 2.夢見る人よ 3.プラネタリウム 4.いちばん星☆ 5.Bridge
- 2019年08月03日 - ★祇園ジョニーエンジェル(京都) やっく。んちホームパーティー マンスリーワンマンLIVE
- 2019年08月27日 - ★新栄HeartLand(名古屋) 「ＹＡＫ.ゆうみ」
- 2019年08月31日 - ★アスナル金山(名古屋)『アスナルらいぶカーニバル』「ＹＡＫ.ゆうみ」[141][166]
- 2019年09月07日 - ★祇園ジョニーエンジェル(京都) やっく。んちホームパーティー マンスリーワンマンLIVE
- 2019年09月17日 - SPADE BOX(名古屋)「ＹＡＫ.ゆうみ」
- 2019年09月22日 - ★高円寺Show Boat(東京)『Welcome to THE ROCKS HEAVEN 5 ～Chaos Of Sunday In Tokyo～日曜日の混沌』「 BLACK YAK.」(se)月光花 1.夜の虹 2.Spica 3.Don't Break My Heart 4.Realize 5.Tears 6.LORD OF LOVE 7.FREEDOM
- 2019年09月29日 - 阿波座BIG JACK(大阪)『FAITH MOVES MOUNTAINS Vol.２』「 BLACK YAK.」
- 2019年10月05日 - ★祇園ジョニーエンジェル(京都) やっく。んちホームパーティー マンスリーワンマンLIVE
- 2019年10月13日 - ★名古屋栄音楽天国～栄天～(名古屋) 1部「ＹＡＫ.ゆうみ」1.ドラマチック 2.夢見る人よ 3.いちばん星☆ 4.Dear...
- 2019年10月13日 - ★南大津通商店街歩行者天国 (名古屋)まちかどライブ「ＹＡＫ.ゆうみ」1.ドラマチック 2.夢見る人よ 3.カラフル 4.Dear...
- 2019年10月13日 - ★名古屋栄音楽天国～栄天～(名古屋) 2部「ＹＡＫ.ゆうみ」1.I wish. 2.ドラマチック 3.カラフル 4.All For Me
- 2019年10月21日 - ★SPADE BOX(名古屋)「ＹＡＫ.ゆうみ」1.夢見る人よ 2.カラフル 3.TEARS 4.Dear...
- 2019年11月01日 - ★SPADE BOX(名古屋)『木村友美 vs しほり with Shenna vs 京夏 vs YAK.』「ＹＡＫ.ゆうみ」[167] 1.夢見る人よ 2.you&me 3.カラフル 4.Dear...
- 2019年11月02日 - ★祇園ジョニーエンジェル(京都) やっく。んちホームパーティー マンスリーワンマンLIVE
- 2019年11月09日 - ★名古屋栄音楽天国～栄天(名古屋)～ 1部 2部「ＹＡＫ.ゆうみ」1.Destiny 2.ドラマチック 3.カラフル 4.All For Me
- 2019年11月22日 - ★新栄HeartLand(名古屋) ゆうみソロ初ワンマン「ＹＡＫ.ゆうみ」[168] 1.夢見る人よ 2.ドラマチック 3.いちばん星☆ 4.プラネタリウム 5.Spica 6.TEARS 7.Bridge 8.会いたいもう一度 9.夢～まっすぐに～ 10.また明日。 11.ALL FOR ME (ec)12.Dear... 13.I wish.
- 2019年11月24日 - 神戸ART HOUSE(兵庫)『Forest Japan Tour』「 BLACK YAK.」
- 2019年12月04日 - ★中部国際空港第１ターミナル４階イベントプラザ(常滑市)「ＹＡＫ.ゆうみ」
- 2019年12月07日 - ★祇園ジョニーエンジェル(京都) やっく。んちホームパーティー マンスリーワンマンLIVE
- 2019年12月13日 - ★SPADE BOX(名古屋)「ＹＡＫ.ゆうみ+あさみ」1.Dear... 2.あめchanあげるし泣かんといて 3.サイレント・ナイト（Silent Night）4.クリスマスイブ 5.北極星☆ 6.いちばん星☆ 7.虹色のうた 8.2人乗りの、帰り道。 9.カラフル 10.you&me 11.I wish. 12.（セッション）　クリスマス・イブ／山下達郎
- 2019年12月15日 - ★アスナル金山(名古屋)『アスナルらいぶオーディション』「ＹＡＫ.ゆうみ」
- 2019年12月28日 - 名古屋港ガーデンふ頭ポートハウス『FM AICHI 公開生放送』「ＹＡＫ.ゆうみ」

2020年
- 2020年01月04日 - ★祇園ジョニーエンジェル(京都) やっく。んちホームパーティー マンスリーワンマンLIVE
- 2020年01月06日 - SPADE BOX(名古屋)『夕焼けGIG2020』参加「ＹＡＫ.ゆうみ」
- 2020年01月24日 - ★SPADE BOX(名古屋)「ＹＡＫ.ゆうみ」
- 2020年02月01日 - ★祇園ジョニーエンジェル(京都) やっく。んちホームパーティー マンスリーワンマンLIVE
- 2020年02月28日 - ★SPADE BOX(名古屋)「ＹＡＫ.ゆうみ」1.夢見る人よ 2.ドラマチック 3花 4.SPICA 5.Bridge 6.いつだって 7.Dear... (en) 8.I wish.
- 2020年02月29日 - ★神戸ART HOUSE(兵庫) 『正気の沙汰で無い、と！』「 BLACK YAK.」1.月光花‐Instrumental‐ 2.夜の虹 3.SPICA 4.DON'T BREAK MY HEART 5.TEARS 6.LORD OF LOVE 7.FREEDOM
- 2020年03月07日 - ★祇園ジョニーエンジェル(京都) やっく。んちホームパーティー マンスリーワンマンLIVE
- 2020年03月16日 - ★新栄HeartLand(名古屋) → ツイキャス無観客配信@SPADE BOX「ＹＡＫ.ゆうみ」(se)アコギ 1.いちばん星☆ 2.ドラマチック 3.夢見る人よ 4.BRAND-NEW 5.All For Me 6.(en)Dear...
- 2020年03月21日 - 名古屋栄音楽天国～栄天～(名古屋) ※開催中止※
- 2020年04月04日 - 祇園ジョニーエンジェル(京都) やっく。んちホームパーティー マンスリーワンマンLIVE　※開催中止※
- 2020年04月18日 - 名古屋栄音楽天国～栄天～(名古屋) ※開催中止※
- 2020年04月27日 - SPADE BOX(名古屋) → ツイキャス無観客配信「ＹＡＫ.ゆうみ」
- 2020年05月02日 - 祇園ジョニーエンジェル(京都) やっく。んちホームパーティー マンスリーワンマンLIVE → ツイキャス無観客配信
- 2020年05月04日 - モリコロパーク(愛知県) ※開催中止※
- 2020年05月08日 - sunset BLUE(名古屋) ※開催延期→10/16※
- 2020年05月09or10日 - 栄ミナミ音楽祭'20(名古屋) ※開催中止※
- 2020年05月22日 - 新栄HeartLand(名古屋) ※開催中止※
- 2020年06月06日 - 祇園ジョニーエンジェル(京都) やっく。んちホームパーティー マンスリーワンマンLIVE → ツイキャス無観客配信
- 2020年06月26日 - ★新栄HeartLand(名古屋) 無観客配信『YAK.Streaming Live @SPADE BOX』「ＹＡＫ.ゆうみ」(se)アコギ 1.夢見る人よ 2.ドラマチック 3.花 4.カラフル 5.Bridge 6.届けたい明日へ 7.I wish.
- 2020年07月04日 - ★祇園ジョニーエンジェル(京都) やっく。んちホームパーティー マンスリーワンマンLIVE ※ツイキャス同時配信 (se)アコギ 1.泣き虫ヒーロー 2.マーブルチョコ 3.あなたに恋をして… 4.小さな恋のメロディ 5.手をつなごう 6.矢印 7.ラブゲーム 8.あめchanあげるし泣かんといて 9.雨 10.you&me 11.太陽のエール 12.ドラマチック 13.(en)ありがとう 14.I wish.
- 2020年07月05日 - 新栄HeartLand(名古屋) 「BLACK YAK.」※開催中止※
- 2020年07月17日 - ★SPADE BOX(名古屋) 無観客配信「ＹＡＫ.ゆうみ」(se)piano/儚くてつたなくて 1.FREEDOM 2.ドラマチック 3.いちばん星☆ 4.Message 5.夢見る人よ 6.届けたい明日へ 7.また明日。 8.(en)I wish.
- 2020年08月01日 - ★祇園ジョニーエンジェル(京都) やっく。んちホームパーティー マンスリーワンマンLIVE ※ツイキャス同時配信 1.並木道 2.いちばん星☆ 3.いつだって 4.2人乗りの、帰り道。 5.プラネタリウム 6.マーブルチョコ 7.ラブゲーム 8.BRAND-NEW 9.All For Me 10.シーソーゲーム 11.クレヨン 12.ドラマチック 13.(en)Dear... 14.I wish. 15.ありがとう
- 2020年08月21日 - 新栄HeartLand(名古屋) 有観客配信「ＹＡＫ.ゆうみ」　9/17に開催延期　8/21はツイキャス配信
- 2020年09月05日 - ★祇園ジョニーエンジェル(京都) やっく。んちホームパーティー マンスリーワンマンLIVE ※ツイキャス同時配信 1.Happy Birthday 2.ラブゲーム 3.へそまがりナミダ 4.1日 5.Spica 6.Destiny 7.並木道 8.プラネタリウム 9.くらげあたま 10.太陽のエール 11.虹色のうた(アカペラ) 12.All For Me 13.(en)Dear... 14.I wish. 15.いちばん星☆ 16.ありがとう
- 2020年09月13日 - LIVEHOUSE Rumio (大阪)『deva:ed presents『鋼鉄マテリアル』』「 BLACK YAK.」
- 2020年09月17日 - ★SPADE BOX(名古屋)「ＹＡＫ.ゆうみ」※有観客配信 (se)piano/儚くてつたなくて 1.Dear... 2.ドラマチック 3.花 4.いちばん星☆ 5.届けたい明日へ 6.また明日。 7.All For Me 8.(en)BRAND-NEW
- 2020年09月19日 - 高円寺Show Boat(東京)「BLACK YAK.」※出場辞退
- 2020年10月03日 - ★祇園ジョニーエンジェル(京都) やっく。んちホームパーティー マンスリーワンマンLIVE ※ツイキャス同時配信 1.メリーゴーランド 2.マーブルチョコ 3.君に... 4.約束 5.夢見る人よ 6.ナミダボシ 7.いちばん星☆ 8.夢～まっすぐに～ 9.you&me 10.ドラマチック 11.(en)ALL FOR ME 12.I wish.
- 2020年10月16日 - ★sunset BLUE(名古屋)『立石純子Presents　-君と僕と重ねた音 in名古屋・リベンジ編-』「ＹＡＫ.ゆうみ」(se)アコギ 1.夢見る人よ 2.花 3.届けたい明日へ 4.Dear...
- 2020年10月23日 - ★SPADE BOX(名古屋)「ＹＡＫ.ゆうみ」 ※有観客配信 1.ドラマチック 2.夢見る人よ 3.FREEDOM 4.花 5.Dear... 6.I wish. 7.届けたい明日へ
- 2020年10月24日 - ★都雅都雅(京都)『Wild Rumor Night vol.1』「BLACK YAK.」 (se)月光花 1.夜の虹 2.Spica 3.光 4.Black Hole 5.Tears 6.LORD OF LOVE 7.FREEDOM
- 2020年11月07日 - ★祇園ジョニーエンジェル(京都) やっく。んちホームパーティー マンスリーワンマンLIVE ※バンドライブ 1.心の花 2.Family 3.ラブゲーム 4.あめchanあげるし泣かんといて 5.マーブルチョコ 6.いつの日か笑って・・・ 7.夢～まっすぐに～ 8.プラネタリウム 9.2人乗りの、帰り道。 10.カラフル 11.I wish. (en)12.いちばん星☆ 13.Dear...
- 2020年11月27日 - HeartLand(名古屋) Flower of life Ⅱ／ワンマン「ＹＡＫ.ゆうみ」※11/29ツイキャス配信に切替
- 2020年12月05日 - ★祇園ジョニーエンジェル(京都) やっく。んちホームパーティー マンスリーワンマンLIVE ※ツイキャス同時配信 1.泣き虫ヒーロー 2.クリスマス・イブ 3.冬物語 4.約束 5.太陽のエール 6.ラブゲーム 7.くらげあたま 8.別れのしずく 9.涙 10.Destiny 11.ドラマチック 12.ALL FOR ME 13.I wish.(en)14.ありがとう
- 2020年12月11日 - ★SPADE BOX(名古屋)「ＹＡＫ.ゆうみ」[169] ※有観客配信 1.クリスマス・イブ(山下達郎カバー) 2.ドラマチック 3.クリスマス・イブ 4.Bridge 5.届けたい明日へ 6.I wish. (en)7.Dear...

2021年
- 2021年01月09日 - ★祇園ジョニーエンジェル(京都) やっく。んちホームパーティー マンスリーワンマンLIVE ※ツイキャス同時配信 1.ヘーゼルナッツ 2.虹色のうた 3.夢 ～まっすぐに～ 4.あめchanあげるし泣かんといて 5.1日 6.小さな恋のメロディ 7.365日 8.peace&smile 9.ドラマチック 10.All For Me 11.Bridge 12.I wish. (en)13.Dear...
- 2021年01月15日 - ★SPADE BOX(名古屋)「ＹＡＫ.ゆうみ」※有観客配信 (se)piano/はかなくてつたなくて 1.いちばん星☆ 2.花 3.届けたい明日へ  4.I wish.
- 2021年01月23日 - ★都雅都雅(京都)『Wild Rumor’s Night Vol.3』「BLACK YAK.」[170] (se)月光花 2.夜の虹 3.Spica 4.Don't Break My Heart 5.Twinkle 6.Tears 7.LORD OF LOVE 8.FREEDOM
- 2021年02月06日 - ★祇園ジョニーエンジェル(京都) やっく。んちホームパーティー マンスリーワンマンLIVE 1.スパイシー☆チョコレート 2.ラブゲーム 3.心の花 4.LORD OF LOVE 5.Family 6.マーブルチョコ 7.くらげあたま 8.2人乗りの、帰り道。 9.you&me 10.ドラマチック (en)11.プラネタリウム 12.I wish.
- 2021年03月06日 - ★祇園ジョニーエンジェル(京都) やっく。んちホームパーティー マンスリーワンマンLIVE 1.あなたに恋をして 2.メリーゴーランド 3.冬花日 4.北極星☆ 5.Family 6.君と僕 7.涙 8.Happy Birthday 9.ラブゲーム 10.カラフル 11.ヘーゼルナッツ 12.太陽のエール (en)13. All for me 14.I wish.[171]
- 2021年03月07日 - ★HOLIDAY NEXT NAGOYA (名古屋)『Jam Rock vol.4  ／Fight!!』「BLACK YAK.」[172] (se)月光花 2.夜の虹 3.Spica 4.Bridge 5.Realize 6.FREEDOM
- 2021年03月20日 - ★SPADE BOX(名古屋)『名古屋栄音楽天国 栄天』[173]「ＹＡＫ.ゆうみ」※有観客配信[174] SE無 1.I wish.(アカペラ) 2.いちばん星☆ 3.花 4.届けたい明日へ
- 2021年04月03日 - ★祇園ジョニーエンジェル(京都) やっく。んちホームパーティー マンスリーワンマンLIVE (se)Love letter 1.マーブルチョコ 2.24H 3.並木道 4.また明日。 5.花 6.Destiny 7.プラス 8.クレヨン 9.いちばん星☆ 10.Bridge 11.ドラマチック (en)12.夢～まっすぐに～ 13.I wish.
- 2021年05月01日 - ★祇園ジョニーエンジェル(京都) やっく。んちホームパーティー マンスリーワンマンLIVE『 ゆうみ生誕祭 』→ ツイキャス無観客配信
- 2021年06月05日 - 祇園ジョニーエンジェル(京都) やっく。んちホームパーティー マンスリーワンマンLIVE ※開催中止※
- 2021年06月18日 - SPADE BOX(名古屋)『YAK.ゆうみ vs 阿部静華』「ＹＡＫ.ゆうみ」※有観客配信 [175] 1.雨 2.ドラマチック 3.花 4.届けたい明日へ 5.I wish.
- 2021年07月03日 - 祇園ジョニーエンジェル(京都) やっく。んちホームパーティー マンスリーワンマンLIVE『 ゆうみ生誕サンキューTシャツ着る！祭 』 1.Happy Birthday 2.ラブゲーム 3.この空の先で 4.Family 5.Dear... 6.雨 7.ヘーゼルナッツ 8.夢見る人よ 9.いちばん星☆ 10.あめchanあげるし泣かんといて 11.ドラマチック (en)12.All for me 13.I wish.
- 2021年07月11日 - HOLIDAY NEXT NAGOYA (名古屋)「BLACK YAK.」(se)月光花 2.夜の虹 3.Spica 4.光 5.Tears 6.LORD OF LOVE
- 2021年08月07日 - 祇園ジョニーエンジェル(京都) やっく。んちホームパーティー マンスリーワンマンLIVE『 浴衣パーティー 』(se)アコギ 1.へそまがりナミダ 2.また明日 3.北極星☆ 4.夢～まっすぐに～ 5.小さな恋のメロディ 6.カラフル 7.Spica 8.Destiny 9.太陽のエール 10.ドラマチック 11.(en)Family 12.I wish.
- 2021年08月27日 - SPADE BOX(名古屋) Live for LIVE ～Summer Style～「ＹＡＫ.ゆうみ」[176]※有観客配信
- 2021年09月04日 - 祇園ジョニーエンジェル(京都) やっく。んちホームパーティー マンスリーワンマンLIVE『 あさみ生誕祭 』[177]→ ツイキャス無観客配信
- 2021年09月25日 - 新栄HeartLand(名古屋) Live for LIVE ～秋の夜長～「ＹＡＫ.ゆうみ」※有観客配信 (se)piano/儚くてつたなくて 1.いつの日か笑って 2.Family 3.届けたい明日へ 4.I wish. (en)5.Dear...
- 2021年10月02日 - 祇園ジョニーエンジェル(京都) やっく。んちホームパーティー マンスリーワンマンLIVE『 ハロウィンパーティー 』1.ラブゲーム 2.あめchanあげるし泣かんといて 3.夢見る人よ 4.泣き虫ヒーロー 5.Family 6.いちばん星☆ 7.約束 8.Message 9.Destiny 10.ドラマチック 11.夢～まっすぐに～ (en)12.I wish.
- 2021年10月22日 - 新栄HeartLand/SPADE BOXへ会場変更(名古屋) Live for LIVE～ POP GALLERY～[178]「ＹＡＫ.ゆうみ」1.ドラマチック 2.夢見る人よ 3.カラフル 4.I wish. 5.Dear... (en) 6.(en)月光／鬼束ちひろ
- 2021年10月30日 - KYOTO MUSE(京都) 「BLACK YAK.」『京風メタルの宴2021〜秋〜』[179] 1.月光花 2.夜の虹 3.Spica 4.Melody 5.Destiny 6.BRAND-NEW 7.Tears 8.LORD OF LOVE 9.FREEDOM
- 2021年11月06日 - 祇園ジョニーエンジェル(京都) やっく。んちホームパーティー マンスリーワンマンLIVE 『 レコ発＆ＹＡＫ.生誕祭 』1.プラス+ 2.矢印 3.北極星☆ 4.この空の先で 5.to you-愛しき人へ- 6.Melody 7.Bridge 8.マーブルチョコ 9.約束 10.カラフル 11.クレヨン 12.(en)また明日。 13.I wish.
- 2021年11月07日 - 中部国際空港セントレア第１ターミナル４階イベントプラザ(常滑市)『セントレアりりっくライブ』[180]「ＹＡＫ.ゆうみ」se 届けたい明日へ(piano) 1.いちばん星☆ 2.ドラマチック 3.to you-愛しき人へ- 4.花 5.I wish.
- 2021年11月26日 - 新栄HeartLand(名古屋) 『Live for LIVE 〜今夜の湯加減はいかが？〜』「ＹＡＫ.ゆうみ」(se)いちばん星☆ 1.北極星☆ 2.この空の先で 3.約束 4.to you-愛しき人へ- 4.また明日。(オリジナルバージョン) 5.I wish. 6.(en)雪の華／中島美嘉
- 2021年12月04日 - 祇園ジョニーエンジェル(京都) やっく。んちホームパーティー マンスリーワンマンLIVE『 Xmasパーティー 』se サンタが街にやってくる 1.ラブゲーム 2.夢見る人よ 3.クリスマス・イブ 4.冬物語 5.北極星☆ 6.夢～まっすぐに～ 7.Message 8.to you -愛しき人へ- 9.カラフル 10.ドラマチック 11.また明日。 12.ALL FOR ME（breakout） 13.wish.
- 2021年12月17日 - 新栄HeartLand(名古屋) 『SANA☆SONIC』「ＹＡＫ.ゆうみ」(バンド) (se) アコギ 1.to you-愛しき人へ- 2.この空の先で 3.北極星☆ 4.いちばん星☆ 5.また明日。
- 2021年12月25日 - 祇園ジョニーエンジェル(京都) 『カバー曲ワンマンLIVE総集編』「ＹＡＫ.ゆうみ」[181] 1.駅／竹内まりや 2.雨音はショパンの調べ／小林麻美 3.M／プリンセスプリンセス 4.Rain／大江千里・秦基博 5.レイニーブルー／徳永英明 6. 少年時代／井上陽水 7. 秋桜／山口百恵・さだまさし 8.M／浜崎あゆみ 9.クムリウタ／大塚愛 10.ありがとう／いきものがかり 11.虹／菅田将暉 (en)12.クリスマスイヴ 13.また明日。

2022年
※以降「ＹＡＫ.ゆうみ」表記は省略。祇園ジョニーエンジェル(京都) やっく。んちホームパーティー ワンマンLIVEはゆうみ＋あさみ
- 2022年01月08日 - 祇園ジョニーエンジェル(京都) やっく。んちホームパーティー ワンマンLIVE『新年賀正LIVE』1.メリーゴーランド 2.くらげあたま 3.LORD OF LOVE 4.Love letter 5.夢 ～まっすぐに～ 6.Melody 7.いつの日か笑って… 8.カラフル 9.夢見る人よ 10.太陽のエール (en)11.また明日。 12.I wish.
- 2022年01月15日 - 新栄HeartLand(名古屋)『ゆーsanち。ホームパーティーLIVE』ワンマンLIVE  (se)piano/届けたい明日へ 1.北極星☆ 2.ドラマチック 3.時代／中島みゆき 4.未来へ／Kiroro 5.花 6.Bridge 7.なごり雪／イルカ 伊勢正三 8会いたい／沢田知可子 9.花束を君に／宇多田ヒカル 10.to you-愛しき人へ- 11.また明日。 12.夢がはじまる／Little Glee Monster (ec)13.Dear… 14.I wish.
- 2022年02月05日 - 祇園ジョニーエンジェル(京都) やっく。んちホームパーティー ワンマンLIVE『バレンタインDayLIVE』(se)バレンタイン・キッス 1.２人乗りの、帰り道。 2.カラフル 3.冬花日 4.プラネタリウム 5.Always-どんな時も- 6.３６５日 7.君と僕 8.約束 9.クレヨン 10.また明日。 (en)11.to you-愛しき人へ- 12.I wish.
- 2022年02月11日 - SPADE BOX(名古屋) 『MUSIC BOX』(se)旅立ちの日に piano 1.to you-愛しき人へ- 2.いちばん星☆ 3.北極星☆ 4.届けたい明日へ 5.Dear... (ec)6.クムリウタ／大塚愛
- 2022年03月11日 - SPADE BOX(名古屋) 『SPRING RAINBOW』(se)piano/春の日に 1.いちばん星☆ 2.花 3.届けたい明日へ 4.また明日
- 2022年04月02日 - 祇園ジョニーエンジェル(京都) 『カバー曲ワンマン第４弾LIVE』1.瞳はダイアモンド／松田聖子 2.春なのに／柏原芳恵 3.あなた／小坂明子 4.365日の紙飛行機／AKB48 5.懐かしい未来／上白石萌音 6.SAKURAドロップス／宇多田ヒカル 7.春の歌／スピッツ 8.悲しみよこんにちは／斉藤由貴 9.家族になろうよ／福山雅治 10.ホームにて／中島みゆき (ec)11.瑠璃色の地球／松田聖子
- 2022年04月08日 - SPADE BOX(名古屋) 『MUSIC BOX』(se)piano/儚くてつたなくて 1. to you-愛しき人へ- 2.いちばん星☆ 3.届けたい明日へ 4.Dear... (ec)5.懐かしい未来／上白石萌音
- 2022年04月09日 - 十三GABU（大阪） 『SUPER ROCK JAM vol,3』「BLACK YAK.」(se)月光花 1.夜の虹 2.SPICA 3.光 4.Melody 5.TEARS 6.Lord of love 7.FREEDOM
- 2022年05月01日 - 新栄HeartLand(名古屋)  『ゆーsanち。ホームパーティーLIVE Vol.2』1.SAKURAドロップス／宇多田ヒカル 2.ドラマチック 3.ラブゲーム 4.ハナミズキ／一青窈 5.365日の紙飛行機／AKB48 6.Lord of love 7.北極星☆ 8.たしかなこと／小田和正 9.歌うたいのバラッド／斉藤和義 10.瑠璃色の地球／松田聖子 11.ホームにて／中島みゆき (ec)12.また明日。 13.Iwish.
- 2022年05月07日 - 祇園ジョニーエンジェル(京都) やっく。んちホームパーティー ワンマンLIVE『ゆうみ生誕祭LIVE』1.ヘーゼルナッツ 2.24h 3.しゃぼん玉 4.並木道 5.you&me 6.Message 7.to you-愛しき人へ- 8.夢-まっすぐに- 9.プラス＋ 10.Dear...(アカペラ) 11.太陽のエール (ec)12.また明日。 13.I wish.
- 2022年05月20日 - SPADE BOX(名古屋) 『May Come True』1.Bridge 2.ドラマチック 3.いちばん星☆ 4.北極星☆ 5.届けたい明日へ 6.花 (ec)7.Message
- 2022年06月11日 - 中部国際空港セントレア第１ターミナル４階イベントプラザ(常滑市)『セントレアりりっくライブ』(se)儚くてつたなくて 1.北極星☆ 2.ドラマチック 3.花 4.Dear... 5.I wish.
- 2022年06月24日 - SPADE BOX(名古屋) 『MUSIC BOX １０』(se)piano/はかなくてつたなくて 1.雨 2.ドラマチック 3.いちばん星☆ 4.北極星☆ 5.届けたい明日へ (ec)6.レイニーブルー／徳永英明
- 2022年07月02日 - 祇園ジョニーエンジェル(京都) やっく。んちホームパーティー ワンマンLIVE『浴衣LIVE』1.北極星☆ 2.プラス+ 3.虹色のうた 4.プラネタリウム 5.この空の先で 6.また明日。 7.365日 8.約束 9.カラフル 10.太陽のエール (en)11.いつの日か笑って… 12.I wish.
- 2022年07月29日 - SPADE BOX(名古屋) 『MUSIC BOX １３』1.少年時代(カバー) 2.to you-愛しき人へ- 3.いちばん星☆ 4.届けたい明日へ (ec)5.I wish.
- 2022年08月06日 - 祇園ジョニーエンジェル(京都) 『カバー曲ワンマン第５弾LIVE』1.夏の扉／松田聖子 2.世界でいちばんいちばん熱い夏／プリンセスプリンセス 3.青い車／スピッツ 4.カンナ８号線／松任谷由実 5.Hello,my friend／松任谷由実 6.みずいろの雨／八神純子 7.青春の影／チューリップ 8.夢をあきらめないで／岡村孝子 9.secret base〜君がくれたもの〜／ZONE (ec)10.少年時代／井上陽水 10.(W-ecあり)
- 2022年08月19日 - SPADE BOX(名古屋) 『季子とYAK.ゆうみのVol.1』1.プラネタリウム 2.ドラマチック 3.Lord of love (by BLACK YAK.) 4.BRAND-NEW (by BLACK YAK.) 5.北極星☆ 6.届けたい明日へ 7.ある愛の歌(新曲) 8.花 9.真夏の果実(コラボ曲／カバー)
- 2022年09月03日 - 祇園ジョニーエンジェル(京都) やっく。んちホームパーティー ワンマンLIVE『あさみ生誕祭LIVE』1.２４Ｈ 2.この空の先で 3.虹色のうた 4.LORD OF LOVE 5.矢印 6.2人乗りの、帰り道。 7.カラフル 8.Family(アカペラ) 9.太陽のエール 10.ドラマチック (en)11.(Happy Birthday) 12.Dear... 13.I wish.
- 2022年09月09日 - SPADE BOX(名古屋) 『MUSIC BOX １7』(se)piano/はかなくてつたなくて 1.北極星☆ 2.カラフル 3.ドラマチック 4.花 5.また明日。
- 2022年09月17日 - 都雅都雅(京都)「BLACK YAK.」『WILD RUMOR NIGHT Vol.12』1.月光花 2.夜の虹 3.Spica 4.BRAND-NEW 5.Destiny 6.TEARS 7.LORD OF LOVE 8.FREEDOM
- 2022年09月24日 - 新栄HeartLand(名古屋)  『ゆーsanち。ホームパーティーLIVE Vol.3』(se)piano/儚くてつたなくて 1.あなたに会えてよかった／小泉今日子 2.ドラマチック 3.マリーゴールド／あいみょん 4.小さな恋のメロディ 5.異邦人／久保田早紀 6.みずいろの雨／八神純子 7.いつの日が笑って... 8.Hello,my friend／松任谷由実 9.ある愛の歌 10.届けたい明日へ 11.secret base-君がくれたもの-／ZONE (ec)12.虹／菅田将暉 13.I wish.
- 2022年10月01日 - 祇園ジョニーエンジェル(京都) やっく。んちホームパーティー ワンマンLIVE『ハロウィンコスプレLIVE』1.ラブゲーム 2.シーソーゲーム 3.並木道 4.LORD OF LOVE 5.この空の先で 6.to you-愛しき人へ- 7.矢印 8.ヘーゼルナッツ 9.ALL FOR ME 10.ドラマチック 11.いちばん星☆ 12.I wish.
- 2022年10月15日 - 博物館明治村(犬山市)明治村音楽祭 ①ステージ：呉服座 1. 花／滝廉太郎 2.ドラマチック 3.いちばん星☆ 4.花 5.I wish. ②ステージ：札幌電話交換局付近 1. 花／滝廉太郎 2.北極星☆ 3. カラフル 4. Dear... 5. また明日。
- 2022年10月21日 - SPADE BOX(名古屋) 『MUSIC BOX 21』(se)piano/儚くてつたなくて 1.ドラマチック 2.いちばん星☆ 3.花 4.I wish. (ec)5.また明日。
- 2022年11月05日 - 祇園ジョニーエンジェル(京都) カバー曲ワンマン第６弾LIVE 1.風は秋色／松田聖子 2.浪漫飛行／米米クラブ 3.楓／スピッツ 4.三日月／絢香 5.アニメsongメドレー (ゆずれない願い／田村直美▷そばかす／JUDY AND MARY ▷願い事ひとつだけ／小松未歩) 6.恋人よ／五輪真弓 7.茜色の約束／いきものがかり 8.元気を出して／竹内まりや 9.壊れかけのRadio／徳永英明 10.夜空ノムコウ／SMAP 11.いのちの歌／竹内まりや (ec)12.渡良瀬橋／森高千里 (d-ec)13.元気を出して 14.壊れかけのRadio
- 2022年11月12日 - 中部国際空港セントレア第１ターミナル４階イベントプラザ(常滑市)【Centrair CHRISTMAS DREAMS Special Music Live 】1.クリスマス・イブ 2.ドラマチック 3.花 4.ありがとう 5.I wish.
- 2022年11月18日 - SPADE BOX(名古屋)『MUSIC BOX 22』(se)piano/儚くてつたなくて 1.花 2.ドラマチック 3.小さな恋のメロディー 4.ありがとう 5.I wish. (ec)6.渡良瀬橋／森高千里
- 2022年12月02日 - SPADE BOX(名古屋)【MUSIC BOX 23】1.クリスマス・イブ 2.ドラマチック 3.花 4.届けたい明日へ 5.また明日。
- 2022年12月03日 - 祇園ジョニーエンジェル(京都) やっく。んちホームパーティー ワンマンLIVE『Xmas忘年会LIVE』1.クリスマス・イブ 2.サヨナラはくもり空 3.冬物語 4.いつだって 5.冬花日 6.北極星 7.また明日 8.へそまがりナミダ 9.ラブゲーム 10.ドラマチック (ec)11.to you-愛しき人へ- 12.I wish.
- 2022年12月04日 - ナディアパーク3階デザインホール(名古屋) 『栄ミナミ音楽祭スピンオフライブ』1.ドラマチック 2.花 3.いちばん星☆ 4.I wish.
- 2022年12月18日 - BIG JACK(大阪)「BLACK YAK.」『【無謀な阿波座の夜】 Reckless Night In AWAZA』 (se)月光花 1.夜の虹 2.Spica 3.BRAND-NEW 4.Destiny 5.光 6.TEARS 7.LORD OF LOVE 8.FREEDOM

2023年
- 2023年01月06日 - SPADE BOX(名古屋) 『季子とYAK.ゆうみのVol.2』(se)piano/儚くてつたなくて 1.花 2.ドラマチック 3.いつだって 4.いちばん星☆ 5.青春の影／チューリップ 6.壊れかけのRadio／德永英明 7.ある愛の歌 8.届けたい明日へ 9.(季子セッション) 雪の華／中島美嘉
- 2023年01月29日 - 新栄HeartLand(名古屋)  『ゆーsanち。ホームパーティーLIVE Vol.4』(se)piano/儚くてつたなくて 1.クムリウタ 2.ドラマチック 3.奏 4.みずいろの雨 5.秋桜 6.会いたい 7.壊れかけのRadio 8.月光 9.365日の紙飛行機 10.瑠璃色の地球 11.secret base -君がくれたもの- (ec) 12.届けたい明日へ 13.I wish.
- 2023年02月04日 - 祇園ジョニーエンジェル(京都) やっく。んちホームパーティー ワンマンLIVE『バレンタインDayLIVE』(se)バレンタイン・キッス 1.スパイシー☆チョコレート 2.マーブルチョコ 3.冬花日 4.君に... 5.あなたに恋をして… 6.小さな恋のメロディ 7.365日 8.あめchanあげるし泣かんといて 9.Destiny 10.ALL FOR ME (ec)11.夢-まっすぐに- 12.I wish
- 2023年02月17日 - SPADE BOX(名古屋)『MUSIC BOX 23』(se)piano/儚くてつたなくて 1.北極星☆ 2.ドラマチック 3.花 4.Dear... 5.I wish.
- 2023年03月31日 - SPADE BOX(名古屋)『MUSIC BOX 29』(se)piano/儚くてつたなくて 1.Happy Birthday 2.ドラマチック 3.いちばん星☆ 4.北極星☆ 5.花 6.届けたい明日へ 7. wish. 8.(ec)Dear...
- 2023年04月01日 - 祇園ジョニーエンジェル(京都) カバー曲ワンマン第７弾LIVE 1.未来予想図／DREAMS COME TRUE 2.愛をこめて花束を／Superfly 3.花は桜、君は美し／いきものがかり 4.赤いスイートピー／松田聖子 5.ダンデライオン～遅咲きのたんぽぽ／松任谷由実 6.思い出がいっぱい／H2O 7.２２才の別れ／風 8.セカンドラブ／中森明菜 9.サクラ色／アンジェラ・アキ 10.アイノカタチ／MISIA  11.旅立ちの日に...／川嶋あい
- 2023年04月14日 - SPADE BOX(名古屋)『Happy Friday！』1.いちばん星☆ 2.ドラマチック 3.北極星☆ 4.花 5.また明日。(ec)6.旅立ちの日に／川嶋あい
- 2023年04月24日 - SPADE BOX(名古屋)『あきいちこトークライブ「うたっとーく」』出演:あきいちこ ゲスト YAK.ゆうみ また明日。(session)みんな空の下／絢香
- 2023年04月30日 - 新栄HeartLand(名古屋)『ゆーsanち。ホームパーティーLIVE Vol.5』(se)Healing Heart 1.愛を込めて花束を／Superfly 2.赤いスイートピー／松田聖子 3.ドラマチック 4.ラブゲーム 5.初恋／村下孝蔵 6.オリビアを聴きながら／杏里 7.Message 8.サクラ色／アンジェラ・アキ 9.届けたい明日へ 10.ある愛の歌 11.to you-愛しき人へ- (ec)12.また明日。 13.I wish.
- 2023年05月06日 - 祇園ジョニーエンジェル(京都) やっく。んちホームパーティー ワンマンLIVE『ゆうみ生誕祭』(se) Happy Birthday 1.あなたに恋をして... 2.メリーゴーランド 3.いつだって 4.LORD OF LOVE 5.ヘーゼルナッツ 6.2人乗りの、帰り道。 7.この空の先で 8.いつの日か笑って…（アカペラ） 9.手をつなごう 10.ありがとう (ec)11.to you-愛しき人へ- 12.I wish.
- 2023年05月14日 - 南大津通商店街歩行者天国 (名古屋) 『南大津通歩行者天国まちかどライブ』ラシック前 雨天により中止
- 2023年05月19日 - SPADE BOX(名古屋)『Happy Friday！』1.北極星 2.ドラマチック 3.花 4.届けたい明日へ 5.I wish.
- 2023年06月23日 - SPADE BOX(名古屋) 『MUSIC BOX 32』1.雨 2.ドラマチック 3.いちばん星 4.届けたい明日へ 5.花 (ec)6.レイニー ブルー(德永英明)
- 2023年07月01日 - 祇園ジョニーエンジェル(京都) やっく。んちホームパーティー ワンマンLIVE『浴衣LIVE』1.ラブゲーム 2.２人乗りの帰り道 3.いちばん星☆ 4.プラネタリウム 5.北極星☆ 6.365日 7.いつの日か笑って 8.カラフル 9.太陽のエール 10.ありがとう (ec)11.Family 12.I wish.
- 2023年07月21日 - SPADE BOX(名古屋) 『MUSIC BOX 33』1.北極星☆ 2.ドラマチック 3.花 4.I wish. (ec)5.少年時代／井上陽水(cover)
- 2023年07月22日 - 京都府立伏見港公園(京都) 『第七回伏見盆踊り＆みなとあかり』ＹＡＫ.ゆうみ＆あさみ 1.いちばん星☆ 2.ドラマチック 3.北極星 4.あめchanあげるし泣かんといて 5.ラブゲーム 6.I wish. 7.また明日。 (ec)8.Dear...
- 2023年08月05日 - 祇園ジョニーエンジェル(京都) カバー曲ワンマンLIVE第⑧弾 1.揺れる想い／ZARD 2.ロビンソン／スピッツ 3.ひまわりの約束／秦基博 4.fragile▷Time goes by／Every Little Thing 5.ノーサイド／松任谷由実 6.スローモーション／中森明菜 7.プラネタリウム／大塚愛 8.Hello, Again 〜昔からある場所〜／My Little Lover 9.アイノコトバ／愛内里菜 10.明日への扉／I WISH (ec)11. secret base ～君がくれたもの～／ZONE 12.スローモーション／中森明菜 13.fragile▷Time goes by／Every Little Thing
- 2023年08月25日 - SPADE BOX(名古屋) 『季子とYAK.ゆうみのVol.3』1.いちばん星☆ 2.ドラマチック 3.夢見る人よ 4.Message 5.プラネタリウム／大塚愛 6.スローモーション／中森明菜 7.花 8.I wish. (コラボLIVE) 1.届けたい明日へ／ＹＡＫ.ゆうみ 2.今、戦う君へ／季子
- 2023年09月02日 - 祇園ジョニーエンジェル(京都) やっく。んちホームパーティー ワンマンLIVE『あさみ生誕祭』1.マーブルチョコ 2.あめchanあげるし泣かんといて 3.しゃぼん玉 4.ラブゲーム 5.ALL FOR ME 6.I wish.
- 2023年09月08日 - SPADE BOX(名古屋)『Happy Friday！』※出場辞退
- 2023年09月22日 - 名古屋HeartLand(名古屋)『ゆーsanち。ホームパーティーLIVE Vol.6』ワンマンLIVE (se)はかなくて、つたなくて。 1.揺れる想い／ZARD 2.ドラマチック 3.小さな恋のメロディ 4.夢～まっすぐに～ 5.Hello, Again 〜昔からある場所〜／My Little Lover 6.ロビンソン／スピッツ 7.Every Little Thingメドレー　fragile ⇒ Time goes by 8.手をつなごう 9.心の花 10.今、戦う君へ／季子 11.また明日。(ec)12.ある愛の歌 13.I wish.
- 2023年10月07日 - 祇園ジョニーエンジェル(京都) やっく。んちホームパーティー ワンマンLIVE『ハロウィンLIVE』1.夢～まっすぐに～ 2.くらげあたま 3.プラネタリウム 4.君に... 5.矢印 6.いつの日か笑って… 7.約束 8.プラス+ 9.君と僕 10.Bridge 11.Dear... 12.I wish.
- 2023年10月20日 - 名古屋HeartLand(名古屋)『栄ミナミ音楽祭パートナーズライブ』(se)はかなくて、つたなくて。 1.花 2.ドラマチック 3.プラネタリウム 4.いちばん星☆ 5.届けたい明日へ 6.I wish.
- 2023年10月29日 - 南大津通商店街歩行者天国 (名古屋) 『南大津通歩行者天国まちかどライブ』大津通電気ビル前 1.ドラマチック 2.いちばん星☆ 3.花 4.I wish.
- 2023年11月04日 - 祇園ジョニーエンジェル(京都) カバー曲ワンマンLIVE第⑨弾／総集編 1.歌うたいのバラッド／斉藤和義 2.まちぶせ／石川ひとみ 3.三日月／絢香 4.瑠璃色の地球／松田聖子 5.月光／鬼束ちひろ 6.渡良瀬橋／森高千里 7.会いたい／沢田知可子 8.story／AI 9.アイノカタチ／MISIA 10.夢が始まる／Little Gree Monster (ec)11.瑠璃色の地球／松田聖子 12.ホームにて／中島みゆき
- 2023年11月11日 - スペースエース(名古屋) 『YAK.Birthday LIVE』1.いちばん星☆ 2.君に... 3.夢～まっすぐに～ 4.LORD OF LOVE 5.届けたい明日へ 6.secret base ～君がくれたもの～／ZONE 7.Beautiful Daysーあの日あの時ー take1 8.Beautiful Daysーあの日あの時ー take2 9.Dear...
- 2023年11月24日 - SPADE BOX(名古屋)『MUSIC BOX 34』(se)はかなくて、つたなくて。 1.北極星☆ 2.ドラマチック 3.いちばん星☆ 4.花 5.届けたい明日へ 6.Dear... 7.I wish.
- 2023年12月02日 - 祇園ジョニーエンジェル(京都) やっく。んちホームパーティー ワンマンLIVE『XmasLIVE』(se)Santa Claus Is Coming to Town 1.ラブゲーム 2.クリスマス・イブ 3.冬物語 4.SPICA 5.Always-どんなときも 6.Destiny 7.この空の先で 8.you&me 9.ドラマチック 10.Dear... 11.いちばん星☆ 12.I wish.
- 2023年12月22日 - SPADE BOX(名古屋)『MUSIC BOX 36』1.ドラマチック 2.クリスマス・イブ 3.いちばん星☆ 4.花 5.届けたい明日へ 6.I wish.

2024年
※以降「ＹＡＫ.ゆうみ」表記=ＹＡＫ.ゆうみ。 省略時はゆうみ＋あさみ。
- 2024年01月19日 - SPADE BOX(名古屋) ＹＡＫ.ゆうみ 『MUSIC BOX 38』1.北極星☆ 2.ドラマチック 3.花 4.届けたい明日へ 5.Dear...
- 2024年01月28日 - 名古屋HeartLand(名古屋) ＹＡＫ.ゆうみ 『ゆーsanち。ホームパーティーLIVE Vol.7』 ワンマンLIVE (se)はかなくて、つたなくて。 1.いちばん星☆ 2.ドラマチック 3.花 4.夢～まっすぐに～ 5.届けたい明日へ 6.ある愛の歌 7.砂時計 8.Beautiful Daysーあの日あの時ー (ec)9.大切な人たちへ / 傘村トータ 10.また明日。
- 2024年02月03日 - 祇園ジョニーエンジェル(京都) やっく。んちホームパーティー LIVE『Valentine Day LIVE』(se)バレンタイン・キッス 1.スパイシー☆チョコレート 2.メリーゴーランド 3.いつだって 4.君に... 5.手をつなごう 6.あめchanあげるし泣かんといて 7.クレヨン 8.プラス+ 9.Dear... 10.ありがとう 11.I wish.
- 2024年02月09日 - SPADE BOX(名古屋) ＹＡＫ.ゆうみ 『季子とYAK.ゆうみのVol.4』(se)はかなくて、つたなくて。 1.砂時計 2.北極星  3.届けたい明日へ 4.Beautiful Days-あの日あの時- 5.ある愛の歌 6.Bridge 7.Dear... 8.I wish. (コラボ)1.花 2.頑張れはいらない
- 2024年03月02日 - 祇園ジョニーエンジェル(京都) ＹＡＫ.ゆうみ『ＹＡＫ.ゆうみバンドLIVE』(se)はかなくて、つたなくて。1.砂時計 2.ある愛の歌 3.いちばん星⭐︎ 4.ドラマチック 5.いつの日か笑って… 6.Disteny 7.太陽のエール 8.カラフル 9.All for me (ec)10.あめちゃんあげるし泣かんといて 11.I wish.
- 2024年03月06日 - アスナル金山(名古屋) ＹＡＫ.ゆうみ 『アスナルらいぶ』1.ドラマチック 2.いちばん星☆ 3.花  4.I wish.  5.届けたい明日へ
- 2024年03月13日 - SPADE BOX(名古屋)  ＹＡＫ.ゆうみ 【MUSIC BOX 42】1.北極星 2.ドラマチック 3.届けたい明日へ 4.Beautiful Days-あの日あの時- 5.夢-まっすぐに- 6.砂時計 (ec)7.I wish.
- 2024年03月24日 - イオン京都洛南店屋上特設ステージ(京都)  ＹＡＫ.ゆうみ フリーライブ ①11:30 1.ドラマチック 2.いちばん星☆ 3.I wish. 4.届けたい明日へ ②15:05 1.ドラマチック 2.花 3.I wish. 4.Dear...

- 2024年04月06日 - スペースエース(名古屋) ＹＡＫ.ゆうみ with you♡with me-ソロ６周年LIVE-【ソロ活動６ちゃいになりました。笑】1.あめちゃんあげるし、泣かんといて。 2.Message 3.夢見る人よ(アカペラ) 4.サクラ色/アンジェラ・アキ cover 5.また明日。 6. Beautiful Days-あの日あの時- 7.花 8.Dear... (ec) 9.ドラマチック
- 2024年04月13日 - そよら古川橋駅前 屋上特製ステージ(大阪) ＹＡＫ.ゆうみ 【OMOWARE music friends】フリーライブ　①11:45 1.ドラマチック 2.花 3.いちばん星☆ ②14:30 1.I wish. 2.届けたい明日へ 3.Dear...
- 2024年04月26日 - SPADE BOX(名古屋) ＹＡＫ.ゆうみ 【Happy Friday！】サーキットイベント  1.ドラマチック 2.Message 3.Beautiful Days-あの日あの時- 4.Mother(新曲) 5.砂時計 (ec)6.I wish.
- 2024年04月28日 - 名古屋パルコ西館前(名古屋)  ＹＡＫ.ゆうみ 栄ミナミ音楽祭'24 プレライブ【まちかどライブ】1.ドラマチック 2.花 3.Beautiful Daysーあの日あの時ー 4.I wish.
- 2024年04月29日 - ナディアパーク・アトリウム(名古屋)  ＹＡＫ.ゆうみ 【栄ミナミ音楽祭'24 プレライブ】1.ドラマチック 2.北極星☆ 3.花 4.Beautiful Daysーあの日あの時ー
- 2024年05月04日 - 祇園ジョニーエンジェル(京都) やっく。んちホームパーティー LIVE『ゆうみ生誕祭LIVE』(se)Happy Birthday 1.メリーゴーランド 2.くらげあたま 3.矢印 4.ヘーゼルナッツ 5.ありがとう 6.to you-愛しき人へ- 7.Message 8.小さな恋のメロディ(アカペラ) 9.約束 10.太陽のエール (ec) 11.夢見る人よ 12.I wish.
- 2024年05月11日 - 栄ミナミ音楽祭2024(名古屋)  ＹＡＫ.ゆうみ ①名古屋パルコ西館前 1.ドラマチック 2.花 3.Beautiful Days-あの日あの時- 4.届けたい明日へ  ②若宮広場トークLIVE 夢見る人よ(アカペラ)   ③名駅ナナちゃんストリート 1.いちばん星⭐︎ 2.ドラマチック 3.I wish. 4.Dear...
- 2024年05月15日 - 新栄HeartLand(名古屋)  ＹＡＫ.ゆうみ 【栄ミナミ音楽祭'24 アフターライブ〜また、会いましょう！～】1.夢見る人よ 2.花 3.Beautiful Days-あの日あの時- 4.砂時計 5.I wish.
- 2024年05月24日 - SPADE BOX (名古屋)  ＹＡＫ.ゆうみ 【MUSIC UBOX46】1.ある愛のうた 2.ドラマチック 3.届けたい明日へ 4.Beautiful Days-あの日あの時- 5.今、戦う君へ(cover) 6.頑張れはいらない(cover) 7.Mother 8.砂時計 9.I wish.
- 2024年05月26日 - 新栄HeartLand(名古屋)  ＹＡＫ.ゆうみ 【ゆーsanち。ホームパーティーLIVE Vol.8】1.Mother 2.砂時計 3.いちばん星☆ 4.ドラマチック 5.カラフル 6.ラブゲーム 7.あめchanあげるし、泣かんといて。 8.Beautiful Days-あの日あの時- 9.プラス＋ 10.Dear... (ec)11.All for me 12.I wish.
- 2024年06月14日 - SPADE BOX (名古屋)  ＹＡＫ.ゆうみ 【季子とYAK.ゆうみのVol.5】1.雨 2.ドラマチック 3.届けたい明日へ 4.Beautiful Days-あの日あの時- 5.Mother 6.砂時計 7.夢-まっすぐに- 8.I wish. (ec)(コラボ) 9.奇跡の道
- 2024年07月02日 - アスナル金山(名古屋) ＹＡＫ.ゆうみ『アスナルらいぶ』1.ドラマチック 2.花 3.Beautiful Daysーあの日あの時ー 4.届けたい明日へ 5.I wish.
- 2024年07月06日 - ■祇園ジョニーエンジェル(京都) やっく。んちホームパーティー LIVE『浴衣LIVE』1.Dear... 2.へそまがりナミダ 3.いつの日か笑って… 4.手をつなごう 5.カラフル 6.この空の先で 7.ナミダボシ 8.Melody 9.小さな恋のメロディ 10.夢見る人よ 11.ALL FOR ME (ec)12.Bridge 13.I wish.
- 2024年07月19日 - SPADE BOX (名古屋)  ＹＡＫ.ゆうみ SPADE BOX&ハートランド/サーキットイベント【Happy Friday！】(se)はかなくて、つたなくて。 1.いちばん星☆ 2.ドラマチック 3.少年時代／井上陽水 4.Mother 5.届けたい明日へ (ec) 6.I wish.
- 2024年08月03日 - スペースエース(名古屋)  ＹＡＫ.ゆうみ 【with you♡with me-カバー曲LIVE-】カバー曲ワンマン
- 2024年09月07日 - 祇園ジョニーエンジェル(京都) やっく。んちホームパーティー LIVE『あさみ生誕祭LIVE』
- 2024年09月13日 - SPADE BOX (名古屋)  ＹＡＫ.ゆうみ 【季子とYAK.ゆうみのVol.6】
- 2024年09月15日 - イオン京都洛南店特設ステージ(京都)  フリーライブ ※出演は①11:30②15:05
- 2024年09月19日 - アスナル金山(名古屋)   ＹＡＫ.ゆうみ  『アスナルらいぶ』1.ドラマチック 2.Message 3.花 4.I wish. 5.Dear...
- 2024年09月27日 - 新栄HeartLand(名古屋)  ＹＡＫ.ゆうみ 【ゆーsanち。ホームパーティーLIVE Vol.9】
- 2024年09月29日 - 栄NOVA前(名古屋) ＹＡＫ.ゆうみ【南大津通歩行者天国 まちかどライブ】フリーライブ ※ＹＡＫ.ゆうみは14:20から
- 2024年10月20日 - 天理駅前広場コフフン(奈良)  想ワレpresents～OMOWARE dear friend vol.～ フリーライブ
- 2024年11月02日 - スペースエース(名古屋)  with you♡with me-LIVE- 『やっく。19周年♡生誕祭LIVE』
- 2024年11月15日 - SPADE BOX (名古屋) ＹＡＫ.ゆうみ 【MUSIC UBOX55】
- 2024年11月24日 - イオン京都洛南店特設ステージ(京都) ＹＡＫ. フリーライブ ※出演は①11:45②14:45
- 2024年11月26日 - アスナル金山(名古屋)   ＹＡＫ.ゆうみ  『アスナルらいぶ』
- 2024年11月29日 - 新栄HeartLand(名古屋) ＹＡＫ.ゆうみ【栄ミナミ音楽祭パートナーズライブ】
- 2024年12月07日 - 祇園ジョニーエンジェル(京都) やっく。んちホームパーティー LIVE『Xmas LIVE』
- 2024年12月20日 - [493]SPADE BOX (名古屋) ＹＡＫ.ゆうみ【季子とYAK.ゆうみのVol.7】 ※2025/2/21に開催延期

2025年
- 2025年01月13日 - sunset BLUE(名古屋) ＹＡＫ.ゆうみ【はるのまいPresents「点と点vol.3〜名古屋で紡ぐ結び目〜」】 開催延期予定
- 2025年01月17日 - 新栄HeartLand(名古屋) ＹＡＫ.ゆうみ【栄ミナミ音楽祭パートナーズライブ】
- 2025年01月26日 - [494]新栄HeartLand(名古屋) ＹＡＫ.ゆうみ【ゆーsanち。ホームパーティーLIVE Vol.10】
- 2025年02月01日 - [0495]祇園ジョニーエンジェル(京都) やっく。んちホームパーティー LIVE
- 2025年02月08日 - [496]栄・ナディアパーク北東(名古屋) 【栄ミナミ音楽祭'25 プレライブ】 ※出場辞退
- 2025年02月16日 - [496][497]ダイエー桂南店(京都) フリーライブ
- 2025年02月21日 - [498]SPADE BOX (名古屋) ＹＡＫ.ゆうみ【季子とYAK.ゆうみのVol.7】※2024/12/20振替分
- 2025年03月07日 - [499]SPADE BOX (名古屋) ＹＡＫ.ゆうみ【MUSIC BOX 66】
- 2025年03月09日 - [500][501]天理駅前広場コフフン(奈良)  想ワレpresents～OMOWARE dear friend vol.13～ フリーライブ
- 2025年04月05日 - [0502]祇園ジョニーエンジェル(京都) やっく。んちホームパーティー LIVE『BLACK YAK.vsほわいとやっく。』
- 2025年04月13日 - [503][504]ダイエー桂南店(京都) フリーライブ 【桂南ミュージックフェス】フリーライブ ①11:50 ②15:20
- 2025年04月19日 - [0505]スペースエース(名古屋)  ＹＡＫ.ゆうみ with you♡with me-LIVE-【ＹＡＫ.ゆうみソロ7th記念】open15:00／start15:15
- 2025年04月30日 - [506]新栄HeartLand(名古屋) ＹＡＫ.ゆうみ 【栄ミナミ音楽祭パートナーズライブ】21:15～
- 2025年05月06日 - [507]京都市勧業館みやこめっせ1F正面広場【第5回 music Museum】フリーライブ 15:00〜15:40
- 2025年05月10日 - [508][509]栄ミナミ音楽祭2025(名古屋)  ①ＹＡＫ.ゆうみ(ラシック前) 14:10～14:30 ②ＹＡＫ.(ナディアパーク2Fアトリウム)17:00～17:20
- 2025年05月16日 - [510]新栄HeartLand(名古屋) ＹＡＫ.ゆうみ ワンマンLIVE 【ゆーsanち。ホームパーティーLIVE Vol.11】open19:00／start19:30
- 2025年05月17日 - [511]津縁日音楽祭 (三重県津市)  平治煎餅前 16:00～
- 2025年05月25日 - [513][514]南大津通歩行者天国春のまちかどライブ(名古屋)ＹＡＫ.ゆうみ フリーLIVE ①名古屋パルコ西館前 14:10～ ②ラシック前 16:40～
- 2025年05月31日 - [515][516]ダイエー桂南店(京都) ＹＡＫ.ゆうみ フリーライブ
- 2025年06月13日 - [517]SPADE BOX (名古屋) ＹＡＫ.ゆうみ【季子とYAK.ゆうみのVol.8】open18:00／start18:30
- 2025年06月22日 - [518]イオンモール北大路(京都) フリーライブ 【第58回 musicマルシェ」】場所：イオンモール北大路1Fセンタープラザ
- 2025年07月05日 - [0519]祇園ジョニーエンジェル(京都) やっく。んちホームパーティー LIVE『やっく。んち ゆかたLIVE』※予約は6/29(日)お昼12時から
- 2025年07月12日 - [520]スペースエース(名古屋)  ＹＡＫ.ゆうみ with you♡with me 【ＹＡＫ.ゆうみと夏の思い出LIVE】open15:00／start15:15
- 2025年07月25日 - [521]SPADE BOX (名古屋) ＹＡＫ.ゆうみ【MUSIC BOX 77】時間：open18:00 ／start 18:30
- 2025年07月26日 - [522][523]ダイエー桂南店(京都)  フリーライブ 【桂南ミュージックフェス】
- 2025年08月09日 - スペースエース(名古屋) 【89の日】
- 2025年08月21日 - ■新栄HeartLand(名古屋) Guest：ＹＡＫ.ゆうみ【ground DEEDの部屋 vol.36】open18:30／start19:00
- 2025年08月23日 - ダイエー桂南店(京都) フリーライブ 【桂南ミュージックフェス】フリーライブ ①11:50 ②14:50
- 2025年08月30日 - SPADE BOX (名古屋) ＹＡＫ.ゆうみ【SUMMER MUSIC BOX】時間：open17:00 ／start 17:30
- 2025年09月06日 - 下鴨神社 糺の森(京都) 【第51回 森の音楽会】フリーライブ 時間：12:00～15:40
- 2025年09月12日 - SPADE BOX (名古屋) ＹＡＫ.ゆうみ【季子とYAK.ゆうみのVol.9】open18:00 ／start 18:30
- 2025年09月19日 - 新栄HeartLand(名古屋) ＹＡＫ.ゆうみ ワンマンLIVE 【ゆーsanち。ホームパーティーLIVE Vol.12】open18:30／start19:00
- 2025年09月21日 - 梅小路公園野外ステージ(京都) 【第9回 music Park】フリーライブ 時間：12:00～15:40 ※雨天決行（当日京都市に暴風警報が出た場合中止）
- 2025年10月04日 - スペースエース(名古屋)  ＹＡＫ.ゆうみ with you♡with me-LIVE-『ハロウィンコスプレパーティー』open15:00／start15:15
- 2025年10月12日 - 名古屋市内 ＹＡＫ.ゆうみ 詳細後日
- 2025年10月17日 - SPADE BOX (名古屋) ＹＡＫ.ゆうみ 【栄ミナミ音楽祭パートナーズライブ】OPEN 18:00／START 18:30
- 2025年11月01日 - スペースエース(名古屋) 【ＹＡＫ.20周年生誕祭】open15:15／start15:30
- 2025年11月03日 - ■新栄HeartLand(名古屋) ＹＡＫ.ゆうみ 対バン open18:30／start19:00
- 2025年11月16日 - ■sunset BLUE(名古屋) ＹＡＫ.ゆうみ スリーマンLIVE
- 2025年12月06日 - 祇園ジョニーエンジェル(京都) やっく。んちホームパーティー LIVE ※予約は11/30(日)お昼12時から
- 2025年12月28日 - 天理駅前広場コフフン(奈良)  ～OMOWARE dear friend vol.vol.17～ フリーライブ  ①12:00 ②13:40